# 2022-es IIHF jégkorong-világbajnokság
A 2022-es IIHF jégkorong-világbajnokságot május 13. és 29. között rendezték Finnországban. A két rendező város Tampere és Helsinki. A tornát Finnország nyerte, története során negyedik alkalommal.
A világbajnokságról kizárták Oroszországot és Fehéroroszországot az Ukrajna elleni invázió miatt. A korábban tervezett helyszínek közül az orosz tulajdonú Helsinki Halli (korábban: Hartwall Arena) helyett a Helsinki Ice Hall-ban játszották a mérkőzéseket.

## Helyszínek
| Tampere          | Helsinki Tampere | Helsinki          |
| ---------------- | ---------------- | ----------------- |
| Nokia Aréna      | Helsinki Tampere | Helsinki Ice Hall |
| Férőhely: 13 455 | Helsinki Tampere | Férőhely: 8200    |
|                  | Helsinki Tampere |                   |

## Résztvevők
A világbajnokságon az alábbi 16 válogatott vett részt.
Rendező
- Finnország

Automatikus résztvevők a 2021-es IIHF alacsonyabb divízióinak törlése miatt
- Ausztria[3]
- Fehéroroszország[2]
- Csehország
- Dánia
- Egyesült Államok
- Franciaország[3]
- Kanada
- Kazahsztán
- Lettország
- Nagy-Britannia
- Németország
- Olaszország
- ROC[1][2]
- Norvégia
- Svájc
- Svédország
- Szlovákia

Megjegyzések
- ↑ 1: A Nemzetközi Sportdöntőbíróság 2020. december 17-i határozata alapján az orosz sportolók részt vehetnek nemzetközi sporteseményeken, de 2022. december 16-ig nem használhatják az orosz nevet, zászlót vagy himnuszt, és semlegesként kell szerepelniük.[5] Az IIHF tornáin az Orosz Olimpiai Bizottság nevét (Russian Olympic Committee, röviden: ROC) használják.[6]
- ↑ 2: 2022. február 28-án az IIHF kizárta.[2]
- ↑ 3: Ausztria és Franciaország játszik Oroszország és Fehéroroszország helyett, a 2019-es világbajnokság utolsó helyezettjeként nem estek ki a divízió I-be.[7]

## Kiemelés
A kiemelés és a csoportbeosztás a 2021-es IIHF-világranglistán alapult.
| A csoport (Helsinki) - Kanada (1.) - Németország (5.) - Svájc (8.) - Szlovákia (9.) - Dánia (12.) - Kazahsztán (13.) - Franciaország (15.) - Olaszország (17.) | B csoport (Tampere) - Finnország (2.) - Egyesült Államok (4.) - Csehország (6.) - Svédország (7.) - Lettország (10.) - Norvégia (11.) - Nagy-Britannia (16.) - Ausztria (18.) |

## Csoportkör
A csoportbeosztást 2021. június 7-én, a menetrendet 2021. augusztus 18-án tették közzé.
A mérkőzések kezdési időpontjai helyi idő szerint, zárójelben magyar idő szerint értendők.

### A csoport
| Hely. | Csapat          | M | Gy | HGy | HV | V | G+ | G– | Gk  | P  | Továbbjutás vagy kiesés      |
| ----- | --------------- | - | -- | --- | -- | - | -- | -- | --- | -- | ---------------------------- |
| 1.    | Svájc           | 7 | 6  | 1   | 0  | 0 | 34 | 15 | +19 | 20 | Továbbjutott a negyeddöntőbe |
| 2.    | Németország     | 7 | 5  | 0   | 1  | 1 | 26 | 20 | +6  | 16 | Továbbjutott a negyeddöntőbe |
| 3.    | Kanada          | 7 | 5  | 0   | 0  | 2 | 34 | 18 | +16 | 15 | Továbbjutott a negyeddöntőbe |
| 4.    | Szlovákia       | 7 | 4  | 0   | 0  | 3 | 23 | 19 | +4  | 12 | Továbbjutott a negyeddöntőbe |
| 5.    | Dánia           | 7 | 4  | 0   | 0  | 3 | 18 | 18 | 0   | 12 |                              |
| 6.    | Franciaország   | 7 | 1  | 1   | 0  | 5 | 11 | 24 | −13 | 5  |                              |
| 7.    | Kazahsztán      | 7 | 1  | 0   | 0  | 6 | 19 | 31 | −12 | 3  |                              |
| 8.    | Olaszország (R) | 7 | 0  | 0   | 1  | 6 | 12 | 32 | −20 | 1  | Kiesett a divízió I A-ba     |
| 9.    | ROC             | 0 | 0  | 0   | 0  | 0 | 0  | 0  | 0   | 0  | Kizárták                     |

1. 1 2  Szlovákia 7–1 Dánia
2. ↑  Oroszországot kizárták.

| 2022. május 13. 16:20 (15:20) | Franciaország | 2–4 (0–1, 2–2, 0–1) | Szlovákia | Helsinki Ice Hall, Helsinki Nézőszám: 3731 |

| Jegyzőkönyv | Jegyzőkönyv           | Jegyzőkönyv                                 | Jegyzőkönyv  | Jegyzőkönyv                                                                           |
| --- | --------------------- | ------------------------------------------- | ------------ | ------------------------------------------------------------------------------------- |
| | Henri-Corentin Buysse | Kapusok                                     | Patrik Rybár | Játékvezetők: Lassi Heikkinen Jake Rekuchi Vonalbírók: Daniel Beresford Elias Seewald |
| \| \| 0–1 \| 10:23 – Regenda (Grman, Roman) \| \| \| 0–2 \| 21:54 – Tatar (Slafkovský, Lantoši) (PP) \| \| Rech (Boudon) – 26:06 \| 1–2 \| \| \| Perret (Claireaux, Auvitu) – 32:49 \| 2–2 \| \| \| \| 2–3 \| 38:03 – Takáč (Liška, Nemec) \| \| \| 2–4 \| 59:52 – Regenda (Slafkovský, Čerešňák) (EN) \| |                       |                                             |              | Játékvezetők: Lassi Heikkinen Jake Rekuchi Vonalbírók: Daniel Beresford Elias Seewald |
| 10 perc | Büntetések            | 4 perc                                      |              | Játékvezetők: Lassi Heikkinen Jake Rekuchi Vonalbírók: Daniel Beresford Elias Seewald |
| 18 | Lövések               | 28                                          |              | Játékvezetők: Lassi Heikkinen Jake Rekuchi Vonalbírók: Daniel Beresford Elias Seewald |
| | 0–1                   | 10:23 – Regenda (Grman, Roman)              |              | Játékvezetők: Lassi Heikkinen Jake Rekuchi Vonalbírók: Daniel Beresford Elias Seewald |
| | 0–2                   | 21:54 – Tatar (Slafkovský, Lantoši) (PP)    |              | Játékvezetők: Lassi Heikkinen Jake Rekuchi Vonalbírók: Daniel Beresford Elias Seewald |
| Rech (Boudon) – 26:06 | 1–2                   |                                             |              | Játékvezetők: Lassi Heikkinen Jake Rekuchi Vonalbírók: Daniel Beresford Elias Seewald |
| Perret (Claireaux, Auvitu) – 32:49 | 2–2                   |                                             |              |                                                                                       |
| | 2–3                   | 38:03 – Takáč (Liška, Nemec)                |              |                                                                                       |
| | 2–4                   | 59:52 – Regenda (Slafkovský, Čerešňák) (EN) |              |                                                                                       |

| 2022. május 13. 20:20 (19:20) | Németország | 3–5 (0–2, 1–3, 2–0) | Kanada | Helsinki Ice Hall, Helsinki Nézőszám: 4632 |

| Jegyzőkönyv | Jegyzőkönyv      | Jegyzőkönyv                           | Jegyzőkönyv    | Jegyzőkönyv                                                             |
| --- | ---------------- | ------------------------------------- | -------------- | ----------------------------------------------------------------------- |
| | Philipp Grubauer | Kapusok                               | Logan Thompson | Játékvezetők: Andris Ansons Robin Šír Vonalbírók: Jake Davis Josef Špůr |
| \| \| 0–1 \| 08:06 – Sillinger (Anderson, Lowry) \| \| \| 0–2 \| 17:22 – Dubois \| \| Michaelis (Seider, Pföderl) – 27:24 \| 1–2 \| \| \| \| 1–3 \| 31:37 – Dubois (Roy, Batherson) (PP) \| \| \| 1–4 \| 33:39 – Johnson (Mercer, Chabot) (PP) \| \| \| 1–5 \| 37:35 – Gregor (Comtois, Sanheim) \| \| Plachta (Stützle, Seider) (PP2) – 41:13 \| 2–5 \| \| \| Seider (Stützle, Pföderl) (PP2) – 52:35 \| 3–5 \| \| |                  |                                       |                | Játékvezetők: Andris Ansons Robin Šír Vonalbírók: Jake Davis Josef Špůr |
| 6 perc | Büntetések       | 8 perc                                |                | Játékvezetők: Andris Ansons Robin Šír Vonalbírók: Jake Davis Josef Špůr |
| 21 | Lövések          | 27                                    |                | Játékvezetők: Andris Ansons Robin Šír Vonalbírók: Jake Davis Josef Špůr |
| | 0–1              | 08:06 – Sillinger (Anderson, Lowry)   |                | Játékvezetők: Andris Ansons Robin Šír Vonalbírók: Jake Davis Josef Špůr |
| | 0–2              | 17:22 – Dubois                        |                | Játékvezetők: Andris Ansons Robin Šír Vonalbírók: Jake Davis Josef Špůr |
| Michaelis (Seider, Pföderl) – 27:24 | 1–2              |                                       |                | Játékvezetők: Andris Ansons Robin Šír Vonalbírók: Jake Davis Josef Špůr |
| | 1–3              | 31:37 – Dubois (Roy, Batherson) (PP)  |                |                                                                         |
| | 1–4              | 33:39 – Johnson (Mercer, Chabot) (PP) |                |                                                                         |
| | 1–5              | 37:35 – Gregor (Comtois, Sanheim)     |                |                                                                         |
| Plachta (Stützle, Seider) (PP2) – 41:13 | 2–5              |                                       |                |                                                                         |
| Seider (Stützle, Pföderl) (PP2) – 52:35 | 3–5              |                                       |                |                                                                         |

| 2022. május 14. 12:20 (11:20) | Dánia | 9–1 (3–0, 4–0, 2–1) | Kazahsztán | Helsinki Ice Hall, Helsinki Nézőszám: 3035 |

| Jegyzőkönyv | Jegyzőkönyv    | Jegyzőkönyv                       | Jegyzőkönyv                   | Jegyzőkönyv                                                                      |
| --- | -------------- | --------------------------------- | ----------------------------- | -------------------------------------------------------------------------------- |
| | Sebastian Dahm | Kapusok                           | Andrei Shutov Ilya Rumyantsev | Játékvezetők: Andris Ansons Pierre Dehaen Vonalbírók: Tommi Niittylä Dāvis Zunde |
| \| Bjorkstrand (Bau Hansen, Larsen) – 02:03 \| 1–0 \| \| \| Scheel – 03:59 \| 2–0 \| \| \| Blichfeld (Ehlers, M. Lauridsen) (PP) – 04:51 \| 3–0 \| \| \| Storm (Ehlers, Jensen Aabo) – 22:26 \| 4–0 \| \| \| Jakobsen (Aagaard) – 26:22 \| 5–0 \| \| \| Blichfeld (Ehlers, M. Lauridsen) (PP) – 29:54 \| 6–0 \| \| \| Larsen (Bau Hansen, M. Lauridsen) – 39:36 \| 7–0 \| \| \| Regin (Lauridsen, Storm) – 40:43 \| 8–0 \| \| \| Blichfeld (M. Lauridsen, Bau Hansen) (PP) – 50:03 \| 9–0 \| \| \| \| 9–1 \| 58:37 – Savitski (Shestakov) (SH) \| |                |                                   |                               | Játékvezetők: Andris Ansons Pierre Dehaen Vonalbírók: Tommi Niittylä Dāvis Zunde |
| 8 perc | Büntetések     | 16 perc                           |                               | Játékvezetők: Andris Ansons Pierre Dehaen Vonalbírók: Tommi Niittylä Dāvis Zunde |
| 37 | Lövések        | 26                                |                               | Játékvezetők: Andris Ansons Pierre Dehaen Vonalbírók: Tommi Niittylä Dāvis Zunde |
| Bjorkstrand (Bau Hansen, Larsen) – 02:03 | 1–0            |                                   |                               | Játékvezetők: Andris Ansons Pierre Dehaen Vonalbírók: Tommi Niittylä Dāvis Zunde |
| Scheel – 03:59 | 2–0            |                                   |                               | Játékvezetők: Andris Ansons Pierre Dehaen Vonalbírók: Tommi Niittylä Dāvis Zunde |
| Blichfeld (Ehlers, M. Lauridsen) (PP) – 04:51 | 3–0            |                                   |                               | Játékvezetők: Andris Ansons Pierre Dehaen Vonalbírók: Tommi Niittylä Dāvis Zunde |
| Storm (Ehlers, Jensen Aabo) – 22:26 | 4–0            |                                   |                               |                                                                                  |
| Jakobsen (Aagaard) – 26:22 | 5–0            |                                   |                               |                                                                                  |
| Blichfeld (Ehlers, M. Lauridsen) (PP) – 29:54 | 6–0            |                                   |                               |                                                                                  |
| Larsen (Bau Hansen, M. Lauridsen) – 39:36 | 7–0            |                                   |                               |                                                                                  |
| Regin (Lauridsen, Storm) – 40:43 | 8–0            |                                   |                               |                                                                                  |
| Blichfeld (M. Lauridsen, Bau Hansen) (PP) – 50:03 | 9–0            |                                   |                               |                                                                                  |
| | 9–1            | 58:37 – Savitski (Shestakov) (SH) |                               |                                                                                  |

| 2022. május 14. 16:20 (15:20) | Svájc | 5–2 (3–0, 1–0, 1–2) | Olaszország | Helsinki Ice Hall, Helsinki Nézőszám: 3641 |

| Jegyzőkönyv | Jegyzőkönyv | Jegyzőkönyv                              | Jegyzőkönyv     | Jegyzőkönyv                                                                     |
| --- | ----------- | ---------------------------------------- | --------------- | ------------------------------------------------------------------------------- |
| | Reto Berra  | Kapusok                                  | Andreas Bernard | Játékvezetők: Roy Stian Hansen Peter Staňo Vonalbírók: Elias Seewald Josef Špůr |
| \| Malgin (Simion, Siegenthaler) – 00:49 \| 1–0 \| \| \| Thürkauf (Corvi, Siegenthaler) – 17:05 \| 2–0 \| \| \| Ambühl (Siegenthaler, Scherwey) – 19:42 \| 3–0 \| \| \| Thürkauf (Kurashev, Scherwey) – 26:20 \| 4–0 \| \| \| \| 4–1 \| 48:40 – Glira (Hannoun, McNally) \| \| Hischier (Meier, Bertschy) – 58:20 \| 5–1 \| \| \| \| 5–2 \| 58:52 – Hannoun (S. Kostner, Petan) (PP) \| |             |                                          |                 | Játékvezetők: Roy Stian Hansen Peter Staňo Vonalbírók: Elias Seewald Josef Špůr |
| 4 perc | Büntetések  | 4 perc                                   |                 | Játékvezetők: Roy Stian Hansen Peter Staňo Vonalbírók: Elias Seewald Josef Špůr |
| 47 | Lövések     | 14                                       |                 | Játékvezetők: Roy Stian Hansen Peter Staňo Vonalbírók: Elias Seewald Josef Špůr |
| Malgin (Simion, Siegenthaler) – 00:49 | 1–0         |                                          |                 | Játékvezetők: Roy Stian Hansen Peter Staňo Vonalbírók: Elias Seewald Josef Špůr |
| Thürkauf (Corvi, Siegenthaler) – 17:05 | 2–0         |                                          |                 | Játékvezetők: Roy Stian Hansen Peter Staňo Vonalbírók: Elias Seewald Josef Špůr |
| Ambühl (Siegenthaler, Scherwey) – 19:42 | 3–0         |                                          |                 | Játékvezetők: Roy Stian Hansen Peter Staňo Vonalbírók: Elias Seewald Josef Špůr |
| Thürkauf (Kurashev, Scherwey) – 26:20 | 4–0         |                                          |                 |                                                                                 |
| | 4–1         | 48:40 – Glira (Hannoun, McNally)         |                 |                                                                                 |
| Hischier (Meier, Bertschy) – 58:20 | 5–1         |                                          |                 |                                                                                 |
| | 5–2         | 58:52 – Hannoun (S. Kostner, Petan) (PP) |                 |                                                                                 |

| 2022. május 14. 20:20 (19:20) | Szlovákia | 1–2 (0–0, 1–2, 0–0) | Németország | Helsinki Ice Hall, Helsinki Nézőszám: 4387 |

| Jegyzőkönyv | Jegyzőkönyv  | Jegyzőkönyv               | Jegyzőkönyv      | Jegyzőkönyv                                                                          |
| --- | ------------ | ------------------------- | ---------------- | ------------------------------------------------------------------------------------ |
| | Patrik Rybár | Kapusok                   | Philipp Grubauer | Játékvezetők: Lassi Heikkinen Linus Öhlund Vonalbírók: Hannu Sormunen Emil Yletyinen |
| \| \| 0–1 \| 21:34 – Plachta \| \| \| 0–2 \| 26:41 – Pföderl (Noebels) \| \| Pospíšil (Jánošík, Tamáši) – 31:15 \| 1–2 \| \| |              |                           |                  | Játékvezetők: Lassi Heikkinen Linus Öhlund Vonalbírók: Hannu Sormunen Emil Yletyinen |
| 6 perc | Büntetések   | 4 perc                    |                  | Játékvezetők: Lassi Heikkinen Linus Öhlund Vonalbírók: Hannu Sormunen Emil Yletyinen |
| 29 | Lövések      | 16                        |                  | Játékvezetők: Lassi Heikkinen Linus Öhlund Vonalbírók: Hannu Sormunen Emil Yletyinen |
| | 0–1          | 21:34 – Plachta           |                  | Játékvezetők: Lassi Heikkinen Linus Öhlund Vonalbírók: Hannu Sormunen Emil Yletyinen |
| | 0–2          | 26:41 – Pföderl (Noebels) |                  | Játékvezetők: Lassi Heikkinen Linus Öhlund Vonalbírók: Hannu Sormunen Emil Yletyinen |
| Pospíšil (Jánošík, Tamáši) – 31:15                                                                                           | 1–2          |                           |                  | Játékvezetők: Lassi Heikkinen Linus Öhlund Vonalbírók: Hannu Sormunen Emil Yletyinen |

| 2022. május 15. 12:20 (11:20) | Olaszország | 1–6 (1–1, 0–3, 0–2) | Kanada | Helsinki Ice Hall, Helsinki Nézőszám: 2616 |

| Jegyzőkönyv | Jegyzőkönyv  | Jegyzőkönyv                          | Jegyzőkönyv    | Jegyzőkönyv                                                                           |
| --- | ------------ | ------------------------------------ | -------------- | ------------------------------------------------------------------------------------- |
| | Justin Fazio | Kapusok                              | Chris Driedger | Játékvezetők: Pierre Dehaen Roy Stian Hansen Vonalbírók: Daniel Beresford Dāvis Zunde |
| \| Pietroniro (McNally, Frigo) – 12:57 \| 1–0 \| \| \| \| 1–1 \| 15:50 – Sanheim (Severson, Anderson) \| \| \| 1–2 \| 28:15 – Anderson (Mayo, Lowry) \| \| \| 1–3 \| 35:14 – Roy (Dubois, Graves) \| \| \| 1–4 \| 37:30 – Johnson (Chabot, Barzal) \| \| \| 1–5 \| 42:49 – Mayo (Comtois, Mercer) \| \| \| 1–6 \| 54:54 – Gregor (Mercer) (SH) \| |              |                                      |                | Játékvezetők: Pierre Dehaen Roy Stian Hansen Vonalbírók: Daniel Beresford Dāvis Zunde |
| 2 perc | Büntetések   | 8 perc                               |                | Játékvezetők: Pierre Dehaen Roy Stian Hansen Vonalbírók: Daniel Beresford Dāvis Zunde |
| 12 | Lövések      | 30                                   |                | Játékvezetők: Pierre Dehaen Roy Stian Hansen Vonalbírók: Daniel Beresford Dāvis Zunde |
| Pietroniro (McNally, Frigo) – 12:57 | 1–0          |                                      |                | Játékvezetők: Pierre Dehaen Roy Stian Hansen Vonalbírók: Daniel Beresford Dāvis Zunde |
| | 1–1          | 15:50 – Sanheim (Severson, Anderson) |                | Játékvezetők: Pierre Dehaen Roy Stian Hansen Vonalbírók: Daniel Beresford Dāvis Zunde |
| | 1–2          | 28:15 – Anderson (Mayo, Lowry)       |                | Játékvezetők: Pierre Dehaen Roy Stian Hansen Vonalbírók: Daniel Beresford Dāvis Zunde |
| | 1–3          | 35:14 – Roy (Dubois, Graves)         |                |                                                                                       |
| | 1–4          | 37:30 – Johnson (Chabot, Barzal)     |                |                                                                                       |
| | 1–5          | 42:49 – Mayo (Comtois, Mercer)       |                |                                                                                       |
| | 1–6          | 54:54 – Gregor (Mercer) (SH)         |                |                                                                                       |

| 2022. május 15. 16:20 (15:20) | Franciaország | 2–1 (0–1, 2–0, 0–0) | Kazahsztán | Helsinki Ice Hall, Helsinki Nézőszám: 1801 |

| Jegyzőkönyv | Jegyzőkönyv           | Jegyzőkönyv                          | Jegyzőkönyv   | Jegyzőkönyv                                                                   |
| --- | --------------------- | ------------------------------------ | ------------- | ----------------------------------------------------------------------------- |
| | Henri-Corentin Buysse | Kapusok                              | Andrei Shutov | Játékvezetők: Robin Šír Peter Staňo Vonalbírók: Tommi Niittylä Emil Yletyinen |
| \| \| 0–1 \| 05:08 – Orekhov (Mikhailis, Blacker) \| \| Texier (Gallet) – 32:31 \| 1–1 \| \| \| Chakiachvili (Texier, T. Bozon) (PP) – 39:35 \| 2–1 \| \| |                       |                                      |               | Játékvezetők: Robin Šír Peter Staňo Vonalbírók: Tommi Niittylä Emil Yletyinen |
| 2 perc | Büntetések            | 4 perc                               |               | Játékvezetők: Robin Šír Peter Staňo Vonalbírók: Tommi Niittylä Emil Yletyinen |
| 23 | Lövések               | 27                                   |               | Játékvezetők: Robin Šír Peter Staňo Vonalbírók: Tommi Niittylä Emil Yletyinen |
| | 0–1                   | 05:08 – Orekhov (Mikhailis, Blacker) |               | Játékvezetők: Robin Šír Peter Staňo Vonalbírók: Tommi Niittylä Emil Yletyinen |
| Texier (Gallet) – 32:31 | 1–1                   |                                      |               | Játékvezetők: Robin Šír Peter Staňo Vonalbírók: Tommi Niittylä Emil Yletyinen |
| Chakiachvili (Texier, T. Bozon) (PP) – 39:35 | 2–1                   |                                      |               | Játékvezetők: Robin Šír Peter Staňo Vonalbírók: Tommi Niittylä Emil Yletyinen |

| 2022. május 15. 20:20 (19:20) | Dánia | 0–6 (0–1, 0–4, 0–1) | Svájc | Helsinki Ice Hall, Helsinki Nézőszám: 2645 |

| Jegyzőkönyv | Jegyzőkönyv                    | Jegyzőkönyv                             | Jegyzőkönyv     | Jegyzőkönyv                                                                   |
| --- | ------------------------------ | --------------------------------------- | --------------- | ----------------------------------------------------------------------------- |
| | Frederik Dichow Sebastian Dahm | Kapusok                                 | Leonardo Genoni | Játékvezetők: Linus Öhlund Jake Rekuchi Vonalbírók: Jake Davis Hannu Sormunen |
| \| \| 0–1 \| 08:58 – Herzog (Glauser, Corvi) \| \| \| 0–2 \| 21:03 – Meier (Moser, Malgin) (PP) \| \| \| 0–3 \| 25:01 – Suter (Malgin, Simion) \| \| \| 0–4 \| 32:39 – Moser (Malgin, Suter) \| \| \| 0–5 \| 37:33 – Kurashev (Hischier, Corvi) (PP) \| \| \| 0–6 \| 46:39 – Malgin (Meier, Moser) (PP) \| |                                |                                         |                 | Játékvezetők: Linus Öhlund Jake Rekuchi Vonalbírók: Jake Davis Hannu Sormunen |
| 8 perc | Büntetések                     | 12 perc                                 |                 | Játékvezetők: Linus Öhlund Jake Rekuchi Vonalbírók: Jake Davis Hannu Sormunen |
| 19 | Lövések                        | 29                                      |                 | Játékvezetők: Linus Öhlund Jake Rekuchi Vonalbírók: Jake Davis Hannu Sormunen |
| | 0–1                            | 08:58 – Herzog (Glauser, Corvi)         |                 | Játékvezetők: Linus Öhlund Jake Rekuchi Vonalbírók: Jake Davis Hannu Sormunen |
| | 0–2                            | 21:03 – Meier (Moser, Malgin) (PP)      |                 | Játékvezetők: Linus Öhlund Jake Rekuchi Vonalbírók: Jake Davis Hannu Sormunen |
| | 0–3                            | 25:01 – Suter (Malgin, Simion)          |                 | Játékvezetők: Linus Öhlund Jake Rekuchi Vonalbírók: Jake Davis Hannu Sormunen |
| | 0–4                            | 32:39 – Moser (Malgin, Suter)           |                 |                                                                               |
| | 0–5                            | 37:33 – Kurashev (Hischier, Corvi) (PP) |                 |                                                                               |
| | 0–6                            | 46:39 – Malgin (Meier, Moser) (PP)      |                 |                                                                               |

| 2022. május 16. 16:20 (15:20) | Szlovákia | 1–5 (1–1, 0–2, 0–2) | Kanada | Helsinki Ice Hall, Helsinki Nézőszám: 3585 |

| Jegyzőkönyv | Jegyzőkönyv | Jegyzőkönyv                         | Jegyzőkönyv    | Jegyzőkönyv                                                                       |
| --- | ----------- | ----------------------------------- | -------------- | --------------------------------------------------------------------------------- |
| | Adam Húska  | Kapusok                             | Logan Thompson | Játékvezetők: Andris Ansons Linus Öhlund Vonalbírók: Elias Seewald Emil Yletyinen |
| \| \| 0–1 \| 10:48 – Lowry (Severson, Anderson) \| \| Takáč (Nemec, Regenda) (PP) – 12:47 \| 1–1 \| \| \| \| 1–2 \| 26:11 – Dubois (Cozens, Roy) (PP) \| \| \| 1–3 \| 37:56 – Dubois (Geekie, Graves) \| \| \| 1–4 \| 41:08 – Sillinger (Lowry, Anderson) \| \| \| 1–5 \| 51:18 – Geekie (Cozens, Holden) \| |             |                                     |                | Játékvezetők: Andris Ansons Linus Öhlund Vonalbírók: Elias Seewald Emil Yletyinen |
| 8 perc | Büntetések  | 8 perc                              |                | Játékvezetők: Andris Ansons Linus Öhlund Vonalbírók: Elias Seewald Emil Yletyinen |
| 35 | Lövések     | 44                                  |                | Játékvezetők: Andris Ansons Linus Öhlund Vonalbírók: Elias Seewald Emil Yletyinen |
| | 0–1         | 10:48 – Lowry (Severson, Anderson)  |                | Játékvezetők: Andris Ansons Linus Öhlund Vonalbírók: Elias Seewald Emil Yletyinen |
| Takáč (Nemec, Regenda) (PP) – 12:47 | 1–1         |                                     |                | Játékvezetők: Andris Ansons Linus Öhlund Vonalbírók: Elias Seewald Emil Yletyinen |
| | 1–2         | 26:11 – Dubois (Cozens, Roy) (PP)   |                | Játékvezetők: Andris Ansons Linus Öhlund Vonalbírók: Elias Seewald Emil Yletyinen |
| | 1–3         | 37:56 – Dubois (Geekie, Graves)     |                |                                                                                   |
| | 1–4         | 41:08 – Sillinger (Lowry, Anderson) |                |                                                                                   |
| | 1–5         | 51:18 – Geekie (Cozens, Holden)     |                |                                                                                   |

| 2022. május 16. 20:20 (19:20) | Franciaország | 2–3 (1–2, 1–0, 0–1) | Németország | Helsinki Ice Hall, Helsinki Nézőszám: 2652 |

| Jegyzőkönyv | Jegyzőkönyv      | Jegyzőkönyv                                 | Jegyzőkönyv          | Jegyzőkönyv                                                                       |
| --- | ---------------- | ------------------------------------------- | -------------------- | --------------------------------------------------------------------------------- |
| | Sebastian Ylönen | Kapusok                                     | Mathias Niederberger | Játékvezetők: Roy Stian Hansen Lassi Heikkinen Vonalbírók: Josef Špůr Dāvis Zunde |
| \| \| 0–1 \| 02:04 – Fischbuch (Pföderl, Michaelis) (PP) \| \| Texier (Bozon, Chakiachvili) (PP) – 14:48 \| 1–1 \| \| \| \| 1–2 \| 17:51 – Ehl (Bittner, Kastner) \| \| Gallet (Bertrand, Claireaux) – 31:18 \| 2–2 \| \| \| \| 2–3 \| 45:45 – Pföderl (Noebels, Michaelis) \| |                  |                                             |                      | Játékvezetők: Roy Stian Hansen Lassi Heikkinen Vonalbírók: Josef Špůr Dāvis Zunde |
| 6 perc | Büntetések       | 6 perc                                      |                      | Játékvezetők: Roy Stian Hansen Lassi Heikkinen Vonalbírók: Josef Špůr Dāvis Zunde |
| 18 | Lövések          | 30                                          |                      | Játékvezetők: Roy Stian Hansen Lassi Heikkinen Vonalbírók: Josef Špůr Dāvis Zunde |
| | 0–1              | 02:04 – Fischbuch (Pföderl, Michaelis) (PP) |                      | Játékvezetők: Roy Stian Hansen Lassi Heikkinen Vonalbírók: Josef Špůr Dāvis Zunde |
| Texier (Bozon, Chakiachvili) (PP) – 14:48 | 1–1              |                                             |                      | Játékvezetők: Roy Stian Hansen Lassi Heikkinen Vonalbírók: Josef Špůr Dāvis Zunde |
| | 1–2              | 17:51 – Ehl (Bittner, Kastner)              |                      | Játékvezetők: Roy Stian Hansen Lassi Heikkinen Vonalbírók: Josef Špůr Dāvis Zunde |
| Gallet (Bertrand, Claireaux) – 31:18 | 2–2              |                                             |                      |                                                                                   |
| | 2–3              | 45:45 – Pföderl (Noebels, Michaelis)        |                      |                                                                                   |

| 2022. május 17. 16:20 (15:20) | Olaszország | 1–2 (0–1, 1–0, 0–1) | Dánia | Helsinki Ice Hall, Helsinki Nézőszám: 2557 |

| Jegyzőkönyv | Jegyzőkönyv     | Jegyzőkönyv                                 | Jegyzőkönyv    | Jegyzőkönyv                                                                |
| --- | --------------- | ------------------------------------------- | -------------- | -------------------------------------------------------------------------- |
| | Andreas Bernard | Kapusok                                     | Sebastian Dahm | Játékvezetők: Pierre Dehaen Robin Šír Vonalbírók: Elias Seewald Josef Špůr |
| \| \| 0–1 \| 15:54 – Ehlers (Blichfeld, Bau Hansen) (PP) \| \| Petan (Hannoun, Miglioranzi) (PP) – 39:00 \| 1–1 \| \| \| \| 1–2 \| 41:46 – Bau Hansen (Meyer) \| |                 |                                             |                | Játékvezetők: Pierre Dehaen Robin Šír Vonalbírók: Elias Seewald Josef Špůr |
| 12 perc | Büntetések      | 6 perc                                      |                | Játékvezetők: Pierre Dehaen Robin Šír Vonalbírók: Elias Seewald Josef Špůr |
| 14 | Lövések         | 45                                          |                | Játékvezetők: Pierre Dehaen Robin Šír Vonalbírók: Elias Seewald Josef Špůr |
| | 0–1             | 15:54 – Ehlers (Blichfeld, Bau Hansen) (PP) |                | Játékvezetők: Pierre Dehaen Robin Šír Vonalbírók: Elias Seewald Josef Špůr |
| Petan (Hannoun, Miglioranzi) (PP) – 39:00 | 1–1             |                                             |                | Játékvezetők: Pierre Dehaen Robin Šír Vonalbírók: Elias Seewald Josef Špůr |
| | 1–2             | 41:46 – Bau Hansen (Meyer)                  |                | Játékvezetők: Pierre Dehaen Robin Šír Vonalbírók: Elias Seewald Josef Špůr |

| 2022. május 17. 20:20 (19:20) | Svájc | 3–2 (0–0, 2–0, 1–2) | Kazahsztán | Helsinki Ice Hall, Helsinki Nézőszám: 2858 |

| Jegyzőkönyv | Jegyzőkönyv        | Jegyzőkönyv                       | Jegyzőkönyv   | Jegyzőkönyv                                                                         |
| --- | ------------------ | --------------------------------- | ------------- | ----------------------------------------------------------------------------------- |
| | Sandro Aeschlimann | Kapusok                           | Andrei Shutov | Játékvezetők: Roy Stian Hansen Peter Stano Vonalbírók: Daniel Beresford Dāvis Zunde |
| \| Malgin (Kurashev, Siegenthaler) – 23:58 \| 1–0 \| \| \| Simion – 34:32 \| 2–0 \| \| \| \| 2–1 \| 45:47 – Blacker (SH) \| \| Herzog (Ambühl) – 55:39 \| 3–1 \| \| \| \| 3–2 \| 57:52 – Orekhov (Mikhailis, Valk) \| |                    |                                   |               | Játékvezetők: Roy Stian Hansen Peter Stano Vonalbírók: Daniel Beresford Dāvis Zunde |
| 4 perc | Büntetések         | 4 perc                            |               | Játékvezetők: Roy Stian Hansen Peter Stano Vonalbírók: Daniel Beresford Dāvis Zunde |
| 43 | Lövések            | 14                                |               | Játékvezetők: Roy Stian Hansen Peter Stano Vonalbírók: Daniel Beresford Dāvis Zunde |
| Malgin (Kurashev, Siegenthaler) – 23:58 | 1–0                |                                   |               | Játékvezetők: Roy Stian Hansen Peter Stano Vonalbírók: Daniel Beresford Dāvis Zunde |
| Simion – 34:32 | 2–0                |                                   |               | Játékvezetők: Roy Stian Hansen Peter Stano Vonalbírók: Daniel Beresford Dāvis Zunde |
| | 2–1                | 45:47 – Blacker (SH)              |               | Játékvezetők: Roy Stian Hansen Peter Stano Vonalbírók: Daniel Beresford Dāvis Zunde |
| Herzog (Ambühl) – 55:39 | 3–1                |                                   |               |                                                                                     |
| | 3–2                | 57:52 – Orekhov (Mikhailis, Valk) |               |                                                                                     |

| 2022. május 18. 16:20 (15:20) | Franciaország | 2–1 (h.u.) (0–1, 0–0, 1–0) (OT: 1–0) | Olaszország | Helsinki Ice Hall, Helsinki Nézőszám: 1543 |

| Jegyzőkönyv | Jegyzőkönyv           | Jegyzőkönyv        | Jegyzőkönyv     | Jegyzőkönyv                                                                          |
| --- | --------------------- | ------------------ | --------------- | ------------------------------------------------------------------------------------ |
| | Henri-Corentin Buysse | Kapusok            | Andreas Bernard | Játékvezetők: Lassi Heikkinen Linus Öhlund Vonalbírók: Tommi Niittylä Emil Yletyinen |
| \| \| 0–1 \| 14:42 – Frigo (SH) \| \| Treille (Fleury, Auvitu) (EA) – 58:54 \| 1–1 \| \| \| Gallet (T. Bozon) – 61:04 \| 2–1 \| \| |                       |                    |                 | Játékvezetők: Lassi Heikkinen Linus Öhlund Vonalbírók: Tommi Niittylä Emil Yletyinen |
| 10 perc | Büntetések            | 6 perc             |                 | Játékvezetők: Lassi Heikkinen Linus Öhlund Vonalbírók: Tommi Niittylä Emil Yletyinen |
| 36 | Lövések               | 21                 |                 | Játékvezetők: Lassi Heikkinen Linus Öhlund Vonalbírók: Tommi Niittylä Emil Yletyinen |
| | 0–1                   | 14:42 – Frigo (SH) |                 | Játékvezetők: Lassi Heikkinen Linus Öhlund Vonalbírók: Tommi Niittylä Emil Yletyinen |
| Treille (Fleury, Auvitu) (EA) – 58:54                                                                                              | 1–1                   |                    |                 | Játékvezetők: Lassi Heikkinen Linus Öhlund Vonalbírók: Tommi Niittylä Emil Yletyinen |
| Gallet (T. Bozon) – 61:04 | 2–1                   |                    |                 | Játékvezetők: Lassi Heikkinen Linus Öhlund Vonalbírók: Tommi Niittylä Emil Yletyinen |

| 2022. május 18. 20:20 (19:20) | Svájc | 5–3 (1–1, 2–1, 2–1) | Szlovákia | Helsinki Ice Hall, Helsinki Nézőszám: 2504 |

| Jegyzőkönyv | Jegyzőkönyv     | Jegyzőkönyv                         | Jegyzőkönyv | Jegyzőkönyv                                                                    |
| --- | --------------- | ----------------------------------- | ----------- | ------------------------------------------------------------------------------ |
| | Leonardo Genoni | Kapusok                             | Adam Húska  | Játékvezetők: Andris Ansons Jake Rekuchi Vonalbírók: Jake Davis Hannu Sormunen |
| \| Malgin (Suter) (SH) – 00:52 \| 1–0 \| \| \| \| 1–1 \| 10:33 – Roman (Lantoši, Liška) \| \| Egli (Scherwey, Bertschy) – 23:56 \| 2–1 \| \| \| \| 2–2 \| 25:32 – Slafkovský (Krištof, Tatar) \| \| Meier (Suter) – 32:59 \| 3–2 \| \| \| Hischier (Marti) – 45:44 \| 4–2 \| \| \| \| 4–3 \| 49:07 – Takáč (Sýkora, Grman) \| \| Herzog (Malgin, Suter) (EN) – 59:36 \| 5–3 \| \| |                 |                                     |             | Játékvezetők: Andris Ansons Jake Rekuchi Vonalbírók: Jake Davis Hannu Sormunen |
| 43 perc | Büntetések      | 10 perc                             |             | Játékvezetők: Andris Ansons Jake Rekuchi Vonalbírók: Jake Davis Hannu Sormunen |
| 30 | Lövések         | 16                                  |             | Játékvezetők: Andris Ansons Jake Rekuchi Vonalbírók: Jake Davis Hannu Sormunen |
| Malgin (Suter) (SH) – 00:52 | 1–0             |                                     |             | Játékvezetők: Andris Ansons Jake Rekuchi Vonalbírók: Jake Davis Hannu Sormunen |
| | 1–1             | 10:33 – Roman (Lantoši, Liška)      |             | Játékvezetők: Andris Ansons Jake Rekuchi Vonalbírók: Jake Davis Hannu Sormunen |
| Egli (Scherwey, Bertschy) – 23:56 | 2–1             |                                     |             | Játékvezetők: Andris Ansons Jake Rekuchi Vonalbírók: Jake Davis Hannu Sormunen |
| | 2–2             | 25:32 – Slafkovský (Krištof, Tatar) |             |                                                                                |
| Meier (Suter) – 32:59 | 3–2             |                                     |             |                                                                                |
| Hischier (Marti) – 45:44 | 4–2             |                                     |             |                                                                                |
| | 4–3             | 49:07 – Takáč (Sýkora, Grman)       |             |                                                                                |
| Herzog (Malgin, Suter) (EN) – 59:36 | 5–3             |                                     |             |                                                                                |

| 2022. május 19. 16:20 (15:20) | Németország | 1–0 (0–0, 1–0, 0–0) | Dánia | Helsinki Ice Hall, Helsinki Nézőszám: 2570 |

| Jegyzőkönyv                                                 | Jegyzőkönyv      | Jegyzőkönyv | Jegyzőkönyv    | Jegyzőkönyv                                                                     |
| ----------------------------------------------------------- | ---------------- | ----------- | -------------- | ------------------------------------------------------------------------------- |
|                                                             | Philipp Grubauer | Kapusok     | Sebastian Dahm | Játékvezetők: Lassi Heikkinen Peter Stano Vonalbírók: Jake Davis Hannu Sormunen |
| \| Michaelis (Noebels, Fischbuch) (PP) – 32:41 \| 1–0 \| \| |                  |             |                | Játékvezetők: Lassi Heikkinen Peter Stano Vonalbírók: Jake Davis Hannu Sormunen |
| 4 perc                                                      | Büntetések       | 6 perc      |                | Játékvezetők: Lassi Heikkinen Peter Stano Vonalbírók: Jake Davis Hannu Sormunen |
| 13                                                          | Lövések          | 18          |                | Játékvezetők: Lassi Heikkinen Peter Stano Vonalbírók: Jake Davis Hannu Sormunen |
| Michaelis (Noebels, Fischbuch) (PP) – 32:41                 | 1–0              |             |                | Játékvezetők: Lassi Heikkinen Peter Stano Vonalbírók: Jake Davis Hannu Sormunen |

| 2022. május 19. 20:20 (19:20) | Kanada | 6–3 (3–2, 1–0, 2–1) | Kazahsztán | Helsinki Ice Hall, Helsinki Nézőszám: 2299 |

| Jegyzőkönyv | Jegyzőkönyv    | Jegyzőkönyv                                | Jegyzőkönyv   | Jegyzőkönyv                                                                                 |
| --- | -------------- | ------------------------------------------ | ------------- | ------------------------------------------------------------------------------------------- |
| | Logan Thompson | Kapusok                                    | Andrei Shutov | Játékvezetők: Jake Rekucki Marian Rohatsch Vonalbírók: Nicolas Constantineau Tommi Niittylä |
| \| \| 0–1 \| 02:25 – Petukhov (Gurkov, Asetov) \| \| Cozens (Graves, Roy) – 03:45 \| 1–1 \| \| \| \| 1–2 \| 12:16 – Shestakov (Akolzin, Panyukov) (PP) \| \| Batherson (Johnson, Graves) – 14:18 \| 2–2 \| \| \| Lowry (Johnson, Anderson) (PP) – 17:20 \| 3–2 \| \| \| Severson (Gregor) – 32:14 \| 4–2 \| \| \| \| 4–3 \| 47:55 – Savitski (Mikhailis, Orekhov) \| \| Cozens (Batherson, Severson) (PP) – 51:58 \| 5–3 \| \| \| Cozens (Dubois, Severson) (PP) – 59:11 \| 6–3 \| \| |                |                                            |               | Játékvezetők: Jake Rekucki Marian Rohatsch Vonalbírók: Nicolas Constantineau Tommi Niittylä |
| 14 perc | Büntetések     | 14 perc                                    |               | Játékvezetők: Jake Rekucki Marian Rohatsch Vonalbírók: Nicolas Constantineau Tommi Niittylä |
| 37 | Lövések        | 19                                         |               | Játékvezetők: Jake Rekucki Marian Rohatsch Vonalbírók: Nicolas Constantineau Tommi Niittylä |
| | 0–1            | 02:25 – Petukhov (Gurkov, Asetov)          |               | Játékvezetők: Jake Rekucki Marian Rohatsch Vonalbírók: Nicolas Constantineau Tommi Niittylä |
| Cozens (Graves, Roy) – 03:45 | 1–1            |                                            |               | Játékvezetők: Jake Rekucki Marian Rohatsch Vonalbírók: Nicolas Constantineau Tommi Niittylä |
| | 1–2            | 12:16 – Shestakov (Akolzin, Panyukov) (PP) |               | Játékvezetők: Jake Rekucki Marian Rohatsch Vonalbírók: Nicolas Constantineau Tommi Niittylä |
| Batherson (Johnson, Graves) – 14:18 | 2–2            |                                            |               |                                                                                             |
| Lowry (Johnson, Anderson) (PP) – 17:20 | 3–2            |                                            |               |                                                                                             |
| Severson (Gregor) – 32:14 | 4–2            |                                            |               |                                                                                             |
| | 4–3            | 47:55 – Savitski (Mikhailis, Orekhov)      |               |                                                                                             |
| Cozens (Batherson, Severson) (PP) – 51:58 | 5–3            |                                            |               |                                                                                             |
| Cozens (Dubois, Severson) (PP) – 59:11 | 6–3            |                                            |               |                                                                                             |

| 2022. május 20. 16:20 (15:20) | Németország | 9–4 (4–0, 2–1, 3–3) | Olaszország | Helsinki Ice Hall, Helsinki Nézőszám: 3311 |

| Jegyzőkönyv | Jegyzőkönyv          | Jegyzőkönyv                                     | Jegyzőkönyv                | Jegyzőkönyv                                                                          |
| --- | -------------------- | ----------------------------------------------- | -------------------------- | ------------------------------------------------------------------------------------ |
| | Mathias Niederberger | Kapusok                                         | Davide Fadani Justin Fazio | Játékvezetők: Andris Ansons Linus Öhlund Vonalbírók: Daniel Beresford Emil Yletyinen |
| \| Karachun (J. Müller, Loibl) – 05:01 \| 1–0 \| \| \| Wissmann (Kastner) – 06:17 \| 2–0 \| \| \| Ehliz (Bittner, Michaelis) – 13:14 \| 3–0 \| \| \| Fischbuch (Wissmann, Reichel) – 17:58 \| 4–0 \| \| \| Reichel (Noebels, Michaelis) (PP) – 25:01 \| 5–0 \| \| \| \| 5–1 \| 25:37 – Traversa (Miglioranzi, Pietroniro) \| \| Fischbuch (Reichel, Wissmann) – 34:55 \| 6–1 \| \| \| Ehliz (Michaelis, Schmölz) – 41:24 \| 7–1 \| \| \| Karachun (Schmölz, Loibl) – 42:45 \| 8–1 \| \| \| \| 8–2 \| 47:26 – Frigo (Petan) \| \| \| 8–3 \| 49:50 – Mantenuto (Trivellato, D. Kostner) (PP) \| \| Soramies (Wissmann, Kastner) – 57:04 \| 9–3 \| \| \| \| 9–4 \| 59:41 – Petan (Hannoun, Glira) \| |                      |                                                 |                            | Játékvezetők: Andris Ansons Linus Öhlund Vonalbírók: Daniel Beresford Emil Yletyinen |
| 4 perc | Büntetések           | 8 perc                                          |                            | Játékvezetők: Andris Ansons Linus Öhlund Vonalbírók: Daniel Beresford Emil Yletyinen |
| 26 | Lövések              | 20                                              |                            | Játékvezetők: Andris Ansons Linus Öhlund Vonalbírók: Daniel Beresford Emil Yletyinen |
| Karachun (J. Müller, Loibl) – 05:01 | 1–0                  |                                                 |                            | Játékvezetők: Andris Ansons Linus Öhlund Vonalbírók: Daniel Beresford Emil Yletyinen |
| Wissmann (Kastner) – 06:17 | 2–0                  |                                                 |                            | Játékvezetők: Andris Ansons Linus Öhlund Vonalbírók: Daniel Beresford Emil Yletyinen |
| Ehliz (Bittner, Michaelis) – 13:14 | 3–0                  |                                                 |                            | Játékvezetők: Andris Ansons Linus Öhlund Vonalbírók: Daniel Beresford Emil Yletyinen |
| Fischbuch (Wissmann, Reichel) – 17:58 | 4–0                  |                                                 |                            |                                                                                      |
| Reichel (Noebels, Michaelis) (PP) – 25:01 | 5–0                  |                                                 |                            |                                                                                      |
| | 5–1                  | 25:37 – Traversa (Miglioranzi, Pietroniro)      |                            |                                                                                      |
| Fischbuch (Reichel, Wissmann) – 34:55 | 6–1                  |                                                 |                            |                                                                                      |
| Ehliz (Michaelis, Schmölz) – 41:24 | 7–1                  |                                                 |                            |                                                                                      |
| Karachun (Schmölz, Loibl) – 42:45 | 8–1                  |                                                 |                            |                                                                                      |
| | 8–2                  | 47:26 – Frigo (Petan)                           |                            |                                                                                      |
| | 8–3                  | 49:50 – Mantenuto (Trivellato, D. Kostner) (PP) |                            |                                                                                      |
| Soramies (Wissmann, Kastner) – 57:04 | 9–3                  |                                                 |                            |                                                                                      |
| | 9–4                  | 59:41 – Petan (Hannoun, Glira)                  |                            |                                                                                      |

| 2022. május 20. 20:20 (19:20) | Kazahsztán | 3–4 (2–1, 0–3, 1–0) | Szlovákia | Helsinki Ice Hall, Helsinki Nézőszám: 3068 |

| Jegyzőkönyv | Jegyzőkönyv   | Jegyzőkönyv                               | Jegyzőkönyv | Jegyzőkönyv                                                                 |
| --- | ------------- | ----------------------------------------- | ----------- | --------------------------------------------------------------------------- |
| | Andrei Shutov | Kapusok                                   | Adam Húska  | Játékvezetők: Roy Stian Hansen Robin Šír Vonalbírók: Jake Davis Dāvis Zunde |
| \| \| 0–1 \| 12:12 – Kollár (Takáč) \| \| Panyukov (Blacker, Orekhov) (PP) – 15:17 \| 1–1 \| \| \| Shevchenko (Starchenko, Valk) (PP) – 17:52 \| 2–1 \| \| \| \| 2–2 \| 29:47 – Fehérváry (Liška, Slafkovský (PP) \| \| \| 2–3 \| 33:18 – Liška (Krištof, Húska) (PP) \| \| \| 2–4 \| 34:26 – Slafkovský (PS) \| \| Panyukov (Orekhov) – 43:32 \| 3–4 \| \| |               |                                           |             | Játékvezetők: Roy Stian Hansen Robin Šír Vonalbírók: Jake Davis Dāvis Zunde |
| 5 perc | Büntetések    | 6 perc                                    |             | Játékvezetők: Roy Stian Hansen Robin Šír Vonalbírók: Jake Davis Dāvis Zunde |
| 17 | Lövések       | 34                                        |             | Játékvezetők: Roy Stian Hansen Robin Šír Vonalbírók: Jake Davis Dāvis Zunde |
| | 0–1           | 12:12 – Kollár (Takáč)                    |             | Játékvezetők: Roy Stian Hansen Robin Šír Vonalbírók: Jake Davis Dāvis Zunde |
| Panyukov (Blacker, Orekhov) (PP) – 15:17 | 1–1           |                                           |             | Játékvezetők: Roy Stian Hansen Robin Šír Vonalbírók: Jake Davis Dāvis Zunde |
| Shevchenko (Starchenko, Valk) (PP) – 17:52 | 2–1           |                                           |             | Játékvezetők: Roy Stian Hansen Robin Šír Vonalbírók: Jake Davis Dāvis Zunde |
| | 2–2           | 29:47 – Fehérváry (Liška, Slafkovský (PP) |             |                                                                             |
| | 2–3           | 33:18 – Liška (Krištof, Húska) (PP)       |             |                                                                             |
| | 2–4           | 34:26 – Slafkovský (PS)                   |             |                                                                             |
| Panyukov (Orekhov) – 43:32 | 3–4           |                                           |             |                                                                             |

| 2022. május 21. 12:20 (11:20) | Dánia | 3–0 (1–0, 1–0, 1–0) | Franciaország | Helsinki Ice Hall, Helsinki Nézőszám: 3007 |

| Jegyzőkönyv | Jegyzőkönyv    | Jegyzőkönyv | Jegyzőkönyv           | Jegyzőkönyv                                                                             |
| --- | -------------- | ----------- | --------------------- | --------------------------------------------------------------------------------------- |
| | Sebastian Dahm | Kapusok     | Henri-Corentin Buysse | Játékvezetők: Roy Stian Hansen Jake Rekucki Vonalbírók: Daniel Beresford Hannu Sormunen |
| \| Regin (Storm, Lauridsen) – 16:43 \| 1–0 \| \| \| Blichfeld (Lauridsen, Ehlers) (PP) – 25:28 \| 2–0 \| \| \| Jakobsen (Storm) (EN) – 58:24 \| 3–0 \| \| |                |             |                       | Játékvezetők: Roy Stian Hansen Jake Rekucki Vonalbírók: Daniel Beresford Hannu Sormunen |
| 6 perc | Büntetések     | 10 perc     |                       | Játékvezetők: Roy Stian Hansen Jake Rekucki Vonalbírók: Daniel Beresford Hannu Sormunen |
| 30 | Lövések        | 19          |                       | Játékvezetők: Roy Stian Hansen Jake Rekucki Vonalbírók: Daniel Beresford Hannu Sormunen |
| Regin (Storm, Lauridsen) – 16:43 | 1–0            |             |                       | Játékvezetők: Roy Stian Hansen Jake Rekucki Vonalbírók: Daniel Beresford Hannu Sormunen |
| Blichfeld (Lauridsen, Ehlers) (PP) – 25:28 | 2–0            |             |                       | Játékvezetők: Roy Stian Hansen Jake Rekucki Vonalbírók: Daniel Beresford Hannu Sormunen |
| Jakobsen (Storm) (EN) – 58:24 | 3–0            |             |                       | Játékvezetők: Roy Stian Hansen Jake Rekucki Vonalbírók: Daniel Beresford Hannu Sormunen |

| 2022. május 21. 16:20 (15:20) | Kanada | 3–6 (3–3, 0–1, 0–2) | Svájc | Helsinki Ice Hall, Helsinki Nézőszám: 5676 |

| Jegyzőkönyv | Jegyzőkönyv    | Jegyzőkönyv                          | Jegyzőkönyv     | Jegyzőkönyv                                                                  |
| --- | -------------- | ------------------------------------ | --------------- | ---------------------------------------------------------------------------- |
| | Logan Thompson | Kapusok                              | Leonardo Genoni | Játékvezetők: Lassi Heikkinen Linus Öhlund Vonalbírók: Jake Davis Josef Špůr |
| \| Johnson (Barzal, Graves) – 11:52 \| 1–0 \| \| \| \| 1–1 \| 12:51 – Fora (Meier, Kurashev) \| \| Lowry (SH) – 14:11 \| 2–1 \| \| \| \| 2–2 \| 15:33 – Kukan (Hischier, Corvi) (PP) \| \| Batherson (Barzal) – 19:03 \| 3–2 \| \| \| \| 3–3 \| 19:51 – Siegenthaler (Suter, Malgin) \| \| \| 3–4 \| 26:13 – Hischier (Kukan) (PP) \| \| \| 3–5 \| 43:41 – Suter (Malgin, Simion) \| \| \| 3–6 \| 58:01 – Meier (EN) \| |                |                                      |                 | Játékvezetők: Lassi Heikkinen Linus Öhlund Vonalbírók: Jake Davis Josef Špůr |
| 8 perc | Büntetések     | 9 perc                               |                 | Játékvezetők: Lassi Heikkinen Linus Öhlund Vonalbírók: Jake Davis Josef Špůr |
| 25 | Lövések        | 27                                   |                 | Játékvezetők: Lassi Heikkinen Linus Öhlund Vonalbírók: Jake Davis Josef Špůr |
| Johnson (Barzal, Graves) – 11:52 | 1–0            |                                      |                 | Játékvezetők: Lassi Heikkinen Linus Öhlund Vonalbírók: Jake Davis Josef Špůr |
| | 1–1            | 12:51 – Fora (Meier, Kurashev)       |                 | Játékvezetők: Lassi Heikkinen Linus Öhlund Vonalbírók: Jake Davis Josef Špůr |
| Lowry (SH) – 14:11 | 2–1            |                                      |                 | Játékvezetők: Lassi Heikkinen Linus Öhlund Vonalbírók: Jake Davis Josef Špůr |
| | 2–2            | 15:33 – Kukan (Hischier, Corvi) (PP) |                 |                                                                              |
| Batherson (Barzal) – 19:03 | 3–2            |                                      |                 |                                                                              |
| | 3–3            | 19:51 – Siegenthaler (Suter, Malgin) |                 |                                                                              |
| | 3–4            | 26:13 – Hischier (Kukan) (PP)        |                 |                                                                              |
| | 3–5            | 43:41 – Suter (Malgin, Simion)       |                 |                                                                              |
| | 3–6            | 58:01 – Meier (EN)                   |                 |                                                                              |

| 2022. május 21. 20:20 (19:20) | Olaszország | 1–3 (0–2, 0–0, 1–1) | Szlovákia | Helsinki Ice Hall, Helsinki Nézőszám: 3442 |

| Jegyzőkönyv | Jegyzőkönyv     | Jegyzőkönyv                         | Jegyzőkönyv | Jegyzőkönyv                                                                               |
| --- | --------------- | ----------------------------------- | ----------- | ----------------------------------------------------------------------------------------- |
| | Andreas Bernard | Kapusok                             | Adam Húska  | Játékvezetők: Andris Ansons Marian Rohatsch Vonalbírók: Nicolas Constantineau Dāvis Zunde |
| \| \| 0–1 \| 10:31 – Krištof (Tatar, Slafkovský) \| \| \| 0–2 \| 19:54 – Sýkora (Slafkovský, Tatar) \| \| Trivellato (S. Kostner) (PP) – 44:09 \| 1–2 \| \| \| \| 1–3 \| 49:14 – Tamáši (Ivan, Lantoši) (PP) \| |                 |                                     |             | Játékvezetők: Andris Ansons Marian Rohatsch Vonalbírók: Nicolas Constantineau Dāvis Zunde |
| 10 perc | Büntetések      | 8 perc                              |             | Játékvezetők: Andris Ansons Marian Rohatsch Vonalbírók: Nicolas Constantineau Dāvis Zunde |
| 17 | Lövések         | 34                                  |             | Játékvezetők: Andris Ansons Marian Rohatsch Vonalbírók: Nicolas Constantineau Dāvis Zunde |
| | 0–1             | 10:31 – Krištof (Tatar, Slafkovský) |             | Játékvezetők: Andris Ansons Marian Rohatsch Vonalbírók: Nicolas Constantineau Dāvis Zunde |
| | 0–2             | 19:54 – Sýkora (Slafkovský, Tatar)  |             | Játékvezetők: Andris Ansons Marian Rohatsch Vonalbírók: Nicolas Constantineau Dāvis Zunde |
| Trivellato (S. Kostner) (PP) – 44:09 | 1–2             |                                     |             | Játékvezetők: Andris Ansons Marian Rohatsch Vonalbírók: Nicolas Constantineau Dāvis Zunde |
| | 1–3             | 49:14 – Tamáši (Ivan, Lantoši) (PP) |             |                                                                                           |

| 2022. május 22. 16:20 (15:20) | Kazahsztán | 4–5 (2–3, 1–1, 1–1) | Németország | Helsinki Ice Hall, Helsinki Nézőszám: 3124 |

| Jegyzőkönyv | Jegyzőkönyv   | Jegyzőkönyv                              | Jegyzőkönyv        | Jegyzőkönyv                                                                             |
| --- | ------------- | ---------------------------------------- | ------------------ | --------------------------------------------------------------------------------------- |
| | Andrei Shutov | Kapusok                                  | Dustin Strahlmeier | Játékvezetők: Roy Stian Hansen Linus Öhlund Vonalbírók: Daniel Beresford Tommi Niittylä |
| \| Starchenko – 02:57 \| 1–0 \| \| \| \| 1–1 \| 04:38 – J. Müller (Bittner, Karachun) \| \| Petukhov (Asetov, Daniyar) – 15:46 \| 2–1 \| \| \| \| 2–2 \| 16:10 – Pföderl (Seider) \| \| \| 2–3 \| 18:33 – Fischbuch (Wagner, Seider) \| \| \| 2–4 \| 25:52 – Reichel (Gawanke, Noebels) (PP2) \| \| Akolzin (Starchenko, Daniyar) – 39:29 \| 3–4 \| \| \| Mikhailis (Sagadeyev, Metalnikov) – 40:38 \| 4–4 \| \| \| \| 4–5 \| 47:08 – Ehliz (Wissmann, Bittner) \| |               |                                          |                    | Játékvezetők: Roy Stian Hansen Linus Öhlund Vonalbírók: Daniel Beresford Tommi Niittylä |
| 6 perc | Büntetések    | 4 perc                                   |                    | Játékvezetők: Roy Stian Hansen Linus Öhlund Vonalbírók: Daniel Beresford Tommi Niittylä |
| 22 | Lövések       | 36                                       |                    | Játékvezetők: Roy Stian Hansen Linus Öhlund Vonalbírók: Daniel Beresford Tommi Niittylä |
| Starchenko – 02:57 | 1–0           |                                          |                    | Játékvezetők: Roy Stian Hansen Linus Öhlund Vonalbírók: Daniel Beresford Tommi Niittylä |
| | 1–1           | 04:38 – J. Müller (Bittner, Karachun)    |                    | Játékvezetők: Roy Stian Hansen Linus Öhlund Vonalbírók: Daniel Beresford Tommi Niittylä |
| Petukhov (Asetov, Daniyar) – 15:46 | 2–1           |                                          |                    | Játékvezetők: Roy Stian Hansen Linus Öhlund Vonalbírók: Daniel Beresford Tommi Niittylä |
| | 2–2           | 16:10 – Pföderl (Seider)                 |                    |                                                                                         |
| | 2–3           | 18:33 – Fischbuch (Wagner, Seider)       |                    |                                                                                         |
| | 2–4           | 25:52 – Reichel (Gawanke, Noebels) (PP2) |                    |                                                                                         |
| Akolzin (Starchenko, Daniyar) – 39:29 | 3–4           |                                          |                    |                                                                                         |
| Mikhailis (Sagadeyev, Metalnikov) – 40:38 | 4–4           |                                          |                    |                                                                                         |
| | 4–5           | 47:08 – Ehliz (Wissmann, Bittner)        |                    |                                                                                         |

| 2022. május 22. 20:20 (19:20) | Svájc | 5–2 (0–2, 3–0, 2–0) | Franciaország | Helsinki Ice Hall, Helsinki Nézőszám: 3997 |

| Jegyzőkönyv | Jegyzőkönyv | Jegyzőkönyv                          | Jegyzőkönyv      | Jegyzőkönyv                                                                       |
| --- | ----------- | ------------------------------------ | ---------------- | --------------------------------------------------------------------------------- |
| | Reto Berra  | Kapusok                              | Sebastian Ylönen | Játékvezetők: Jeff Ingram Fraser Lawrence Vonalbírók: Andreas Krøyer Jonas Merten |
| \| \| 0–1 \| 04:58 – Texier \| \| \| 0–2 \| 13:25 – Claireaux (Texier, T. Bozon) \| \| Hischier (Meier, Kukan) – 20:25 \| 1–2 \| \| \| Riat (Geisser, Hischier) – 32:27 \| 2–2 \| \| \| Ambühl (Corvi,Kukan) (PP) – 35:42 \| 3–2 \| \| \| Kukan (Herzog, Corvi) – 51:17 \| 4–2 \| \| \| Hischier (Herzog, Ambühl) (EN) – 59:38 \| 5–2 \| \| |             |                                      |                  | Játékvezetők: Jeff Ingram Fraser Lawrence Vonalbírók: Andreas Krøyer Jonas Merten |
| 6 perc | Büntetések  | 14 perc                              |                  | Játékvezetők: Jeff Ingram Fraser Lawrence Vonalbírók: Andreas Krøyer Jonas Merten |
| 39 | Lövések     | 19                                   |                  | Játékvezetők: Jeff Ingram Fraser Lawrence Vonalbírók: Andreas Krøyer Jonas Merten |
| | 0–1         | 04:58 – Texier                       |                  | Játékvezetők: Jeff Ingram Fraser Lawrence Vonalbírók: Andreas Krøyer Jonas Merten |
| | 0–2         | 13:25 – Claireaux (Texier, T. Bozon) |                  | Játékvezetők: Jeff Ingram Fraser Lawrence Vonalbírók: Andreas Krøyer Jonas Merten |
| Hischier (Meier, Kukan) – 20:25 | 1–2         |                                      |                  | Játékvezetők: Jeff Ingram Fraser Lawrence Vonalbírók: Andreas Krøyer Jonas Merten |
| Riat (Geisser, Hischier) – 32:27 | 2–2         |                                      |                  |                                                                                   |
| Ambühl (Corvi,Kukan) (PP) – 35:42 | 3–2         |                                      |                  |                                                                                   |
| Kukan (Herzog, Corvi) – 51:17 | 4–2         |                                      |                  |                                                                                   |
| Hischier (Herzog, Ambühl) (EN) – 59:38 | 5–2         |                                      |                  |                                                                                   |

| 2022. május 23. 16:20 (15:20) | Kazahsztán | 5–2 (2–1, 1–1, 2–0) | Olaszország | Helsinki Ice Hall, Helsinki Nézőszám: 1983 |

| Jegyzőkönyv | Jegyzőkönyv   | Jegyzőkönyv                                    | Jegyzőkönyv     | Jegyzőkönyv                                                                  |
| --- | ------------- | ---------------------------------------------- | --------------- | ---------------------------------------------------------------------------- |
| | Andrei Shutov | Kapusok                                        | Andreas Bernard | Játékvezetők: Jake Rekucki Peter Stano Vonalbírók: Hannu Sormunen Josef Špůr |
| \| Valk (Dietz, Starchenko) (PP) – 11:22 \| 1–0 \| \| \| \| 1–1 \| 14:57 – McNally (Miglioranzi, Pietroniro) (PP) \| \| Orekhov (Mikhailis, Rakhmanov) – 15:59 \| 2–1 \| \| \| Asetov (Petukhov, Blacker) – 24:29 \| 3–1 \| \| \| \| 3–2 \| 25:26 – Kostner (Di Perna, Hannoun) \| \| Starchenko (Dietz, Blacker) (PP) – 43:20 \| 4–2 \| \| \| Mikhailis (Orekhov, Akolzin) – 46:02 \| 5–2 \| \| |               |                                                |                 | Játékvezetők: Jake Rekucki Peter Stano Vonalbírók: Hannu Sormunen Josef Špůr |
| 4 perc | Büntetések    | 27 perc                                        |                 | Játékvezetők: Jake Rekucki Peter Stano Vonalbírók: Hannu Sormunen Josef Špůr |
| 35 | Lövések       | 15                                             |                 | Játékvezetők: Jake Rekucki Peter Stano Vonalbírók: Hannu Sormunen Josef Špůr |
| Valk (Dietz, Starchenko) (PP) – 11:22 | 1–0           |                                                |                 | Játékvezetők: Jake Rekucki Peter Stano Vonalbírók: Hannu Sormunen Josef Špůr |
| | 1–1           | 14:57 – McNally (Miglioranzi, Pietroniro) (PP) |                 | Játékvezetők: Jake Rekucki Peter Stano Vonalbírók: Hannu Sormunen Josef Špůr |
| Orekhov (Mikhailis, Rakhmanov) – 15:59 | 2–1           |                                                |                 | Játékvezetők: Jake Rekucki Peter Stano Vonalbírók: Hannu Sormunen Josef Špůr |
| Asetov (Petukhov, Blacker) – 24:29 | 3–1           |                                                |                 |                                                                              |
| | 3–2           | 25:26 – Kostner (Di Perna, Hannoun)            |                 |                                                                              |
| Starchenko (Dietz, Blacker) (PP) – 43:20 | 4–2           |                                                |                 |                                                                              |
| Mikhailis (Orekhov, Akolzin) – 46:02 | 5–2           |                                                |                 |                                                                              |

| 2022. május 23. 20:20 (19:20) | Kanada | 2–3 (0–2, 1–0, 1–1) | Dánia | Helsinki Ice Hall, Helsinki Nézőszám: 4005 |

| Jegyzőkönyv | Jegyzőkönyv    | Jegyzőkönyv                             | Jegyzőkönyv    | Jegyzőkönyv                                                                        |
| --- | -------------- | --------------------------------------- | -------------- | ---------------------------------------------------------------------------------- |
| | Chris Driedger | Kapusok                                 | Sebastian Dahm | Játékvezetők: Robin Šír Miroslav Stolc Vonalbírók: Daniel Beresford Emil Yletyinen |
| \| \| 0–1 \| 09:11 – M. Lauridsen (Asperup, Poulsen) \| \| \| 0–2 \| 14:54 – Regin (Storm) (SH) \| \| Comtois (Lowry) – 22:33 \| 1–2 \| \| \| \| 1–3 \| 52:11 – Bau Hansen (Ehlers, Storm) (PP) \| \| Graves (Severson, Dubois) – 56:09 \| 2–3 \| \| |                |                                         |                | Játékvezetők: Robin Šír Miroslav Stolc Vonalbírók: Daniel Beresford Emil Yletyinen |
| 33 perc | Büntetések     | 8 perc                                  |                | Játékvezetők: Robin Šír Miroslav Stolc Vonalbírók: Daniel Beresford Emil Yletyinen |
| 31 | Lövések        | 24                                      |                | Játékvezetők: Robin Šír Miroslav Stolc Vonalbírók: Daniel Beresford Emil Yletyinen |
| | 0–1            | 09:11 – M. Lauridsen (Asperup, Poulsen) |                | Játékvezetők: Robin Šír Miroslav Stolc Vonalbírók: Daniel Beresford Emil Yletyinen |
| | 0–2            | 14:54 – Regin (Storm) (SH)              |                | Játékvezetők: Robin Šír Miroslav Stolc Vonalbírók: Daniel Beresford Emil Yletyinen |
| Comtois (Lowry) – 22:33 | 1–2            |                                         |                | Játékvezetők: Robin Šír Miroslav Stolc Vonalbírók: Daniel Beresford Emil Yletyinen |
| | 1–3            | 52:11 – Bau Hansen (Ehlers, Storm) (PP) |                |                                                                                    |
| Graves (Severson, Dubois) – 56:09 | 2–3            |                                         |                |                                                                                    |

| 2022. május 24. 12:20 (11:20) | Németország | 3–4 (sz.) (2–1, 0–2, 1–0) (h.u.: 0–0) (sz.: 0–1) | Svájc | Helsinki Ice Hall, Helsinki Nézőszám: 3862 |

| Jegyzőkönyv | Jegyzőkönyv      | Jegyzőkönyv                        | Jegyzőkönyv | Jegyzőkönyv                                                                  |
| --- | ---------------- | ---------------------------------- | ----------- | ---------------------------------------------------------------------------- |
| | Philipp Grubauer | Kapusok                            | Reto Berra  | Játékvezetők: Linus Öhlund Peter Stano Vonalbírók: Josef Špůr Emil Yletyinen |
| \| \| 0–1 \| 01:37 – Ambühl (Corvi, Herzog) \| \| Wissmann (Reichel) (PP) – 11:51 \| 1–1 \| \| \| Loibl (Seider, M. Müller) – 15:30 \| 2–1 \| \| \| \| 2–2 \| 21:26 – Suter (Malgin, Kukan) \| \| \| 2–3 \| 38:31 – Malgin (Moser, Meier) (PP) \| \| Plachta (Wissmann) – 47:57 \| 3–3 \| \| |                  |                                    |             | Játékvezetők: Linus Öhlund Peter Stano Vonalbírók: Josef Špůr Emil Yletyinen |
| Loibl Plachta Noebels Fischbuch | Szétlövés        | Hischier Riat Suter Malgin         |             | Játékvezetők: Linus Öhlund Peter Stano Vonalbírók: Josef Špůr Emil Yletyinen |
| 2 perc | Büntetések       | 8 perc                             |             | Játékvezetők: Linus Öhlund Peter Stano Vonalbírók: Josef Špůr Emil Yletyinen |
| 27 | Lövések          | 33                                 |             | Játékvezetők: Linus Öhlund Peter Stano Vonalbírók: Josef Špůr Emil Yletyinen |
| | 0–1              | 01:37 – Ambühl (Corvi, Herzog)     |             | Játékvezetők: Linus Öhlund Peter Stano Vonalbírók: Josef Špůr Emil Yletyinen |
| Wissmann (Reichel) (PP) – 11:51 | 1–1              |                                    |             | Játékvezetők: Linus Öhlund Peter Stano Vonalbírók: Josef Špůr Emil Yletyinen |
| Loibl (Seider, M. Müller) – 15:30 | 2–1              |                                    |             |                                                                              |
| | 2–2              | 21:26 – Suter (Malgin, Kukan)      |             |                                                                              |
| | 2–3              | 38:31 – Malgin (Moser, Meier) (PP) |             |                                                                              |
| Plachta (Wissmann) – 47:57 | 3–3              |                                    |             |                                                                              |

| 2022. május 24. 16:20 (15:20) | Szlovákia | 7–1 (2–0, 3–0, 2–1) | Dánia | Helsinki Ice Hall, Helsinki Nézőszám: 3084 |

| Jegyzőkönyv | Jegyzőkönyv | Jegyzőkönyv                                | Jegyzőkönyv    | Jegyzőkönyv                                                                             |
| --- | ----------- | ------------------------------------------ | -------------- | --------------------------------------------------------------------------------------- |
| | Adam Húska  | Kapusok                                    | Sebastian Dahm | Játékvezetők: Sean MacFarlane Jake Rekucki Vonalbírók: Hannu Sormunen Nathan van Oosten |
| \| Tatar (Krištof) – 10:00 \| 1–0 \| \| \| Tatar (Krištof) – 19:37 \| 2–0 \| \| \| Regenda (Slafkovský, Nemec) (PP) – 21:57 \| 3–0 \| \| \| Rosandić (Lunter, Nemec) – 32:17 \| 4–0 \| \| \| Slafkovský (Krištof) – 38:20 \| 5–0 \| \| \| \| 5–1 \| 47:43 – Blichfeld (Lauridsen, Ehlers) (PP) \| \| Nemec (Takáč, Roman) – 58:53 \| 6–1 \| \| \| Regenda (Nemec, Lantoši) (PP) – 59:19 \| 7–1 \| \| |             |                                            |                | Játékvezetők: Sean MacFarlane Jake Rekucki Vonalbírók: Hannu Sormunen Nathan van Oosten |
| 8 perc | Büntetések  | 16 perc                                    |                | Játékvezetők: Sean MacFarlane Jake Rekucki Vonalbírók: Hannu Sormunen Nathan van Oosten |
| 37 | Lövések     | 25                                         |                | Játékvezetők: Sean MacFarlane Jake Rekucki Vonalbírók: Hannu Sormunen Nathan van Oosten |
| Tatar (Krištof) – 10:00 | 1–0         |                                            |                | Játékvezetők: Sean MacFarlane Jake Rekucki Vonalbírók: Hannu Sormunen Nathan van Oosten |
| Tatar (Krištof) – 19:37 | 2–0         |                                            |                | Játékvezetők: Sean MacFarlane Jake Rekucki Vonalbírók: Hannu Sormunen Nathan van Oosten |
| Regenda (Slafkovský, Nemec) (PP) – 21:57 | 3–0         |                                            |                | Játékvezetők: Sean MacFarlane Jake Rekucki Vonalbírók: Hannu Sormunen Nathan van Oosten |
| Rosandić (Lunter, Nemec) – 32:17 | 4–0         |                                            |                |                                                                                         |
| Slafkovský (Krištof) – 38:20 | 5–0         |                                            |                |                                                                                         |
| | 5–1         | 47:43 – Blichfeld (Lauridsen, Ehlers) (PP) |                |                                                                                         |
| Nemec (Takáč, Roman) – 58:53 | 6–1         |                                            |                |                                                                                         |
| Regenda (Nemec, Lantoši) (PP) – 59:19 | 7–1         |                                            |                |                                                                                         |

| 2022. május 24. 20:20 (19:20) | Kanada | 7–1 (2–0, 2–0, 3–1) | Franciaország | Helsinki Ice Hall, Helsinki Nézőszám: 2873 |

| Jegyzőkönyv | Jegyzőkönyv    | Jegyzőkönyv  | Jegyzőkönyv      | Jegyzőkönyv                                                                        |
| --- | -------------- | ------------ | ---------------- | ---------------------------------------------------------------------------------- |
| | Chris Driedger | Kapusok      | Sebastian Ylönen | Játékvezetők: Andris Ansons Lassi Heikkinen Vonalbírók: Tommi Niittylä Dāvis Zunde |
| \| Cozens (Sanheim, Batherson) – 12:40 \| 1–0 \| \| \| Comtois (Sanheim, Lowry) – 17:31 \| 2–0 \| \| \| Dubois (Cozens, Batherson) – 22:07 \| 3–0 \| \| \| O'Dell (Whitecloud, Holden) – 35:10 \| 4–0 \| \| \| Whitecloud (Mercer) – 45:29 \| 5–0 \| \| \| \| 5–1 \| 48:20 – Rech \| \| Dubois (Batherson, Cozens) – 51:16 \| 6–1 \| \| \| Severson (Dubois, Batherson) – 55:19 \| 7–1 \| \| |                |              |                  | Játékvezetők: Andris Ansons Lassi Heikkinen Vonalbírók: Tommi Niittylä Dāvis Zunde |
| 6 perc | Büntetések     | 4 perc       |                  | Játékvezetők: Andris Ansons Lassi Heikkinen Vonalbírók: Tommi Niittylä Dāvis Zunde |
| 44 | Lövések        | 19           |                  | Játékvezetők: Andris Ansons Lassi Heikkinen Vonalbírók: Tommi Niittylä Dāvis Zunde |
| Cozens (Sanheim, Batherson) – 12:40 | 1–0            |              |                  | Játékvezetők: Andris Ansons Lassi Heikkinen Vonalbírók: Tommi Niittylä Dāvis Zunde |
| Comtois (Sanheim, Lowry) – 17:31 | 2–0            |              |                  | Játékvezetők: Andris Ansons Lassi Heikkinen Vonalbírók: Tommi Niittylä Dāvis Zunde |
| Dubois (Cozens, Batherson) – 22:07 | 3–0            |              |                  | Játékvezetők: Andris Ansons Lassi Heikkinen Vonalbírók: Tommi Niittylä Dāvis Zunde |
| O'Dell (Whitecloud, Holden) – 35:10 | 4–0            |              |                  |                                                                                    |
| Whitecloud (Mercer) – 45:29 | 5–0            |              |                  |                                                                                    |
| | 5–1            | 48:20 – Rech |                  |                                                                                    |
| Dubois (Batherson, Cozens) – 51:16 | 6–1            |              |                  |                                                                                    |
| Severson (Dubois, Batherson) – 55:19 | 7–1            |              |                  |                                                                                    |

### B csoport
| Hely. | Csapat             | M | Gy | HGy | HV | V | G+ | G– | Gk  | P  | Továbbjutás vagy kiesés      |
| ----- | ------------------ | - | -- | --- | -- | - | -- | -- | --- | -- | ---------------------------- |
| 1.    | Finnország (R)     | 7 | 6  | 0   | 1  | 0 | 25 | 5  | +20 | 19 | Továbbjutott a negyeddöntőbe |
| 2.    | Svédország         | 7 | 5  | 1   | 1  | 0 | 27 | 10 | +17 | 18 | Továbbjutott a negyeddöntőbe |
| 3.    | Csehország         | 7 | 4  | 0   | 1  | 2 | 19 | 13 | +6  | 13 | Továbbjutott a negyeddöntőbe |
| 4.    | Egyesült Államok   | 7 | 3  | 2   | 0  | 2 | 18 | 12 | +6  | 13 | Továbbjutott a negyeddöntőbe |
| 5.    | Lettország         | 7 | 2  | 1   | 0  | 4 | 14 | 20 | −6  | 8  |                              |
| 6.    | Ausztria           | 7 | 1  | 1   | 2  | 3 | 16 | 22 | −6  | 7  |                              |
| 7.    | Norvégia           | 7 | 1  | 1   | 0  | 5 | 15 | 29 | −14 | 5  |                              |
| 8.    | Nagy-Britannia (R) | 7 | 0  | 0   | 1  | 6 | 10 | 33 | −23 | 1  | Kiesett a divízió I A-ba     |
| 9.    | Fehéroroszország   | 0 | 0  | 0   | 0  | 0 | 0  | 0  | 0   | 0  | Kizárták                     |

1. 1 2  Egyesült Államok 0–1 Csehország
2. ↑  Fehéroroszországot kizárták.

| 2022. május 13. 16:20 (15:20) | Egyesült Államok | 4–1 (3–0, 1–0, 0–1) | Lettország | Nokia Aréna, Tampere Nézőszám: 7938 |

| Jegyzőkönyv | Jegyzőkönyv  | Jegyzőkönyv                            | Jegyzőkönyv      | Jegyzőkönyv                                                                        |
| --- | ------------ | -------------------------------------- | ---------------- | ---------------------------------------------------------------------------------- |
| | Strauss Mann | Kapusok                                | Elvis Merzlikins | Játékvezetők: Marian Rohatsch Kristian Vikman Vonalbírók: Jonas Merten Šimon Synek |
| \| Barber (Bellows, Peeke) – 07:11 \| 1–0 \| \| \| Jones (Schmidt, Galchenyuk) (PP) – 10:18 \| 2–0 \| \| \| Bordeleau (Jones) (SH) – 11:36 \| 3–0 \| \| \| Lafferty (Megna) – 20:33 \| 4–0 \| \| \| \| 4–1 \| 41:47 – Džeriņš (Bukarts, Čukste) (PP) \| |              |                                        |                  | Játékvezetők: Marian Rohatsch Kristian Vikman Vonalbírók: Jonas Merten Šimon Synek |
| 8 perc | Büntetések   | 8 perc                                 |                  | Játékvezetők: Marian Rohatsch Kristian Vikman Vonalbírók: Jonas Merten Šimon Synek |
| 29 | Lövések      | 25                                     |                  | Játékvezetők: Marian Rohatsch Kristian Vikman Vonalbírók: Jonas Merten Šimon Synek |
| Barber (Bellows, Peeke) – 07:11 | 1–0          |                                        |                  | Játékvezetők: Marian Rohatsch Kristian Vikman Vonalbírók: Jonas Merten Šimon Synek |
| Jones (Schmidt, Galchenyuk) (PP) – 10:18 | 2–0          |                                        |                  | Játékvezetők: Marian Rohatsch Kristian Vikman Vonalbírók: Jonas Merten Šimon Synek |
| Bordeleau (Jones) (SH) – 11:36 | 3–0          |                                        |                  | Játékvezetők: Marian Rohatsch Kristian Vikman Vonalbírók: Jonas Merten Šimon Synek |
| Lafferty (Megna) – 20:33 | 4–0          |                                        |                  |                                                                                    |
| | 4–1          | 41:47 – Džeriņš (Bukarts, Čukste) (PP) |                  |                                                                                    |

| 2022. május 13. 20:20 (19:20) | Finnország | 5–0 (1–0, 2–0, 2–0) | Norvégia | Nokia Aréna, Tampere Nézőszám: 11 413 |

| Jegyzőkönyv | Jegyzőkönyv    | Jegyzőkönyv | Jegyzőkönyv      | Jegyzőkönyv                                                                               |
| --- | -------------- | ----------- | ---------------- | ----------------------------------------------------------------------------------------- |
| | Juho Olkinuora | Kapusok     | Henrik Haukeland | Játékvezetők: Fraser Lawrence Mikael Nord Vonalbírók: Maxime Chaput Nicolas Constantineau |
| \| Pesonen (Armia, Filppula) – 18:29 \| 1–0 \| \| \| Rajala – 31:37 \| 2–0 \| \| \| Björninen (Anttila, Pokka) – 36:06 \| 3–0 \| \| \| Armia (Vatanen, Rajala) (PP) – 41:36 \| 4–0 \| \| \| Sallinen (Friman, Rajala) – 57:56 \| 5–0 \| \| |                |             |                  | Játékvezetők: Fraser Lawrence Mikael Nord Vonalbírók: Maxime Chaput Nicolas Constantineau |
| 32 perc | Büntetések     | 36 perc     |                  | Játékvezetők: Fraser Lawrence Mikael Nord Vonalbírók: Maxime Chaput Nicolas Constantineau |
| 32 | Lövések        | 20          |                  | Játékvezetők: Fraser Lawrence Mikael Nord Vonalbírók: Maxime Chaput Nicolas Constantineau |
| Pesonen (Armia, Filppula) – 18:29 | 1–0            |             |                  | Játékvezetők: Fraser Lawrence Mikael Nord Vonalbírók: Maxime Chaput Nicolas Constantineau |
| Rajala – 31:37 | 2–0            |             |                  | Játékvezetők: Fraser Lawrence Mikael Nord Vonalbírók: Maxime Chaput Nicolas Constantineau |
| Björninen (Anttila, Pokka) – 36:06 | 3–0            |             |                  | Játékvezetők: Fraser Lawrence Mikael Nord Vonalbírók: Maxime Chaput Nicolas Constantineau |
| Armia (Vatanen, Rajala) (PP) – 41:36 | 4–0            |             |                  |                                                                                           |
| Sallinen (Friman, Rajala) – 57:56 | 5–0            |             |                  |                                                                                           |

| 2022. május 14. 12:20 (11:20) | Svédország | 3–1 (2–1, 1–0, 0–0) | Ausztria | Nokia Aréna, Tampere Nézőszám: 6993 |

| Jegyzőkönyv | Jegyzőkönyv    | Jegyzőkönyv                  | Jegyzőkönyv        | Jegyzőkönyv                                                                            |
| --- | -------------- | ---------------------------- | ------------------ | -------------------------------------------------------------------------------------- |
| | Marcus Högberg | Kapusok                      | Bernhard Starkbaum | Játékvezetők: Mads Frandsen Marian Rohatsch Vonalbírók: Andreas Krøyer David Obwegeser |
| \| Kellman (Bengtsson, Klingberg) – 02:08 \| 1–0 \| \| \| Friberg (Kellman) – 16:37 \| 2–0 \| \| \| \| 2–1 \| 19:30 – Schneider (Heinrich) \| \| Nordström (Bromé, Gustafsson) – 32:07 \| 3–1 \| \| |                |                              |                    | Játékvezetők: Mads Frandsen Marian Rohatsch Vonalbírók: Andreas Krøyer David Obwegeser |
| 8 perc | Büntetések     | 8 perc                       |                    | Játékvezetők: Mads Frandsen Marian Rohatsch Vonalbírók: Andreas Krøyer David Obwegeser |
| 29 | Lövések        | 20                           |                    | Játékvezetők: Mads Frandsen Marian Rohatsch Vonalbírók: Andreas Krøyer David Obwegeser |
| Kellman (Bengtsson, Klingberg) – 02:08 | 1–0            |                              |                    | Játékvezetők: Mads Frandsen Marian Rohatsch Vonalbírók: Andreas Krøyer David Obwegeser |
| Friberg (Kellman) – 16:37 | 2–0            |                              |                    | Játékvezetők: Mads Frandsen Marian Rohatsch Vonalbírók: Andreas Krøyer David Obwegeser |
| | 2–1            | 19:30 – Schneider (Heinrich) |                    | Játékvezetők: Mads Frandsen Marian Rohatsch Vonalbírók: Andreas Krøyer David Obwegeser |
| Nordström (Bromé, Gustafsson) – 32:07 | 3–1            |                              |                    |                                                                                        |

| 2022. május 14. 16:20 (15:20) | Csehország | 5–1 (0–0, 2–0, 3–1) | Nagy-Britannia | Nokia Aréna, Tampere Nézőszám: 6286 |

| Jegyzőkönyv | Jegyzőkönyv  | Jegyzőkönyv           | Jegyzőkönyv | Jegyzőkönyv                                                                                 |
| --- | ------------ | --------------------- | ----------- | ------------------------------------------------------------------------------------------- |
| | Lukáš Dostál | Kapusok               | Ben Bowns   | Játékvezetők: Miroslav Stolc Kristian Vikman Vonalbírók: Nicolas Constantineau Jonas Merten |
| \| Blümel (Krejčí, Červenka) – 27:09 \| 1–0 \| \| \| Flek (Ščotka, Jordán) – 32:23 \| 2–0 \| \| \| Jiříček (Červenka, Smejkal) (PP) – 41:11 \| 3–0 \| \| \| Černoch (Smejkal, Blümel) – 46:43 \| 4–0 \| \| \| Blümel (Červenka, Krejčí) – 48:28 \| 5–0 \| \| \| \| 5–1 \| 50:57 – Lake (Conway) \| |              |                       |             | Játékvezetők: Miroslav Stolc Kristian Vikman Vonalbírók: Nicolas Constantineau Jonas Merten |
| 8 perc | Büntetések   | 8 perc                |             | Játékvezetők: Miroslav Stolc Kristian Vikman Vonalbírók: Nicolas Constantineau Jonas Merten |
| 34 | Lövések      | 18                    |             | Játékvezetők: Miroslav Stolc Kristian Vikman Vonalbírók: Nicolas Constantineau Jonas Merten |
| Blümel (Krejčí, Červenka) – 27:09 | 1–0          |                       |             | Játékvezetők: Miroslav Stolc Kristian Vikman Vonalbírók: Nicolas Constantineau Jonas Merten |
| Flek (Ščotka, Jordán) – 32:23 | 2–0          |                       |             | Játékvezetők: Miroslav Stolc Kristian Vikman Vonalbírók: Nicolas Constantineau Jonas Merten |
| Jiříček (Červenka, Smejkal) (PP) – 41:11 | 3–0          |                       |             | Játékvezetők: Miroslav Stolc Kristian Vikman Vonalbírók: Nicolas Constantineau Jonas Merten |
| Černoch (Smejkal, Blümel) – 46:43 | 4–0          |                       |             |                                                                                             |
| Blümel (Červenka, Krejčí) – 48:28 | 5–0          |                       |             |                                                                                             |
| | 5–1          | 50:57 – Lake (Conway) |             |                                                                                             |

| 2022. május 14. 20:20 (19:20) | Lettország | 1–2 (1–0, 0–1, 0–1) | Finnország | Nokia Aréna, Tampere Nézőszám: 11 483 |

| Jegyzőkönyv | Jegyzőkönyv      | Jegyzőkönyv                                | Jegyzőkönyv  | Jegyzőkönyv                                                                           |
| --- | ---------------- | ------------------------------------------ | ------------ | ------------------------------------------------------------------------------------- |
| | Elvis Merzlikins | Kapusok                                    | Harri Säteri | Játékvezetők: Jeff Ingram Sean MacFarlane Vonalbírók: Nick Briganti Nathan van Oosten |
| \| Balcers (Ķēniņš) – 08:52 \| 1–0 \| \| \| \| 1–1 \| 30:52 – Manninen (Granlund, Lehtonen) (PP) \| \| \| 1–2 \| 57:08 – Granlund (Lehtonen, Manninen) (PP) \| |                  |                                            |              | Játékvezetők: Jeff Ingram Sean MacFarlane Vonalbírók: Nick Briganti Nathan van Oosten |
| 6 perc | Büntetések       | 4 perc                                     |              | Játékvezetők: Jeff Ingram Sean MacFarlane Vonalbírók: Nick Briganti Nathan van Oosten |
| 18 | Lövések          | 16                                         |              | Játékvezetők: Jeff Ingram Sean MacFarlane Vonalbírók: Nick Briganti Nathan van Oosten |
| Balcers (Ķēniņš) – 08:52 | 1–0              |                                            |              | Játékvezetők: Jeff Ingram Sean MacFarlane Vonalbírók: Nick Briganti Nathan van Oosten |
| | 1–1              | 30:52 – Manninen (Granlund, Lehtonen) (PP) |              | Játékvezetők: Jeff Ingram Sean MacFarlane Vonalbírók: Nick Briganti Nathan van Oosten |
| | 1–2              | 57:08 – Granlund (Lehtonen, Manninen) (PP) |              | Játékvezetők: Jeff Ingram Sean MacFarlane Vonalbírók: Nick Briganti Nathan van Oosten |

| 2022. május 15. 12:20 (11:20) | Norvégia | 4–3 (sz.) (1–0, 2–0, 0–3) (h.u.: 0–0) (sz.: 1–0) | Nagy-Britannia | Nokia Aréna, Tampere Nézőszám: 4651 |

| Jegyzőkönyv | Jegyzőkönyv      | Jegyzőkönyv                          | Jegyzőkönyv | Jegyzőkönyv                                                                            |
| --- | ---------------- | ------------------------------------ | ----------- | -------------------------------------------------------------------------------------- |
| | Henrik Haukeland | Kapusok                              | Ben Bowns   | Játékvezetők: Mads Frandsen Fraser Lawrence Vonalbírók: Andreas Krøyer David Obwegeser |
| \| Klavestad (Trettenes, Hoff) – 16:13 \| 1–0 \| \| \| M. Olimb (Rosseli Olsen, Johannesen) (PP) – 26:35 \| 2–0 \| \| \| M. Olimb (K. Olimb, Rosseli Olsen) (PP) – 35:19 \| 3–0 \| \| \| \| 3–1 \| 52:51 – Dowd (Lake, Batch) \| \| \| 3–2 \| 53:29 – Perlini (Mosey, Conway) \| \| \| 3–3 \| 56:09 – Richardson (Perlini, Tetlow) \| |                  |                                      |             | Játékvezetők: Mads Frandsen Fraser Lawrence Vonalbírók: Andreas Krøyer David Obwegeser |
| Jakobsson Trettenes Haga Rosseli Olsen | Szétlövés        | Lake O'Connor Conway Dowd Neilson    |             | Játékvezetők: Mads Frandsen Fraser Lawrence Vonalbírók: Andreas Krøyer David Obwegeser |
| 4 perc | Büntetések       | 10 perc                              |             | Játékvezetők: Mads Frandsen Fraser Lawrence Vonalbírók: Andreas Krøyer David Obwegeser |
| 33 | Lövések          | 24                                   |             | Játékvezetők: Mads Frandsen Fraser Lawrence Vonalbírók: Andreas Krøyer David Obwegeser |
| Klavestad (Trettenes, Hoff) – 16:13 | 1–0              |                                      |             | Játékvezetők: Mads Frandsen Fraser Lawrence Vonalbírók: Andreas Krøyer David Obwegeser |
| M. Olimb (Rosseli Olsen, Johannesen) (PP) – 26:35 | 2–0              |                                      |             | Játékvezetők: Mads Frandsen Fraser Lawrence Vonalbírók: Andreas Krøyer David Obwegeser |
| M. Olimb (K. Olimb, Rosseli Olsen) (PP) – 35:19 | 3–0              |                                      |             |                                                                                        |
| | 3–1              | 52:51 – Dowd (Lake, Batch)           |             |                                                                                        |
| | 3–2              | 53:29 – Perlini (Mosey, Conway)      |             |                                                                                        |
| | 3–3              | 56:09 – Richardson (Perlini, Tetlow) |             |                                                                                        |

| 2022. május 15. 16:20 (15:20) | Ausztria | 2–3 (h.u.) (1–0, 1–1, 0–1) (h.u.: 0–1) | Egyesült Államok | Nokia Aréna, Tampere Nézőszám: 4228 |

| Jegyzőkönyv | Jegyzőkönyv   | Jegyzőkönyv                               | Jegyzőkönyv  | Jegyzőkönyv                                                                          |
| --- | ------------- | ----------------------------------------- | ------------ | ------------------------------------------------------------------------------------ |
| | David Kickert | Kapusok                                   | Strauss Mann | Játékvezetők: Mikael Nord Miroslav Stolc Vonalbírók: Maxime Chaput Nathan van Oosten |
| \| Nissner (Kasper, Maier) – 14:25 \| 1–0 \| \| \| Huber (Wukovits, Haudum) – 34:26 \| 2–0 \| \| \| \| 2–1 \| 34:43 – Bellows (Meyers, Megna) \| \| \| 2–2 \| 48:43 – Gaudette (Galchenyuk, Jones) (PP) \| \| \| 2–3 \| 63:07 – Hughes (Farrell) \| |               |                                           |              | Játékvezetők: Mikael Nord Miroslav Stolc Vonalbírók: Maxime Chaput Nathan van Oosten |
| 8 perc | Büntetések    | 6 perc                                    |              | Játékvezetők: Mikael Nord Miroslav Stolc Vonalbírók: Maxime Chaput Nathan van Oosten |
| 16 | Lövések       | 39                                        |              | Játékvezetők: Mikael Nord Miroslav Stolc Vonalbírók: Maxime Chaput Nathan van Oosten |
| Nissner (Kasper, Maier) – 14:25 | 1–0           |                                           |              | Játékvezetők: Mikael Nord Miroslav Stolc Vonalbírók: Maxime Chaput Nathan van Oosten |
| Huber (Wukovits, Haudum) – 34:26 | 2–0           |                                           |              | Játékvezetők: Mikael Nord Miroslav Stolc Vonalbírók: Maxime Chaput Nathan van Oosten |
| | 2–1           | 34:43 – Bellows (Meyers, Megna)           |              | Játékvezetők: Mikael Nord Miroslav Stolc Vonalbírók: Maxime Chaput Nathan van Oosten |
| | 2–2           | 48:43 – Gaudette (Galchenyuk, Jones) (PP) |              |                                                                                      |
| | 2–3           | 63:07 – Hughes (Farrell)                  |              |                                                                                      |

| 2022. május 15. 20:20 (19:20) | Csehország | 3–5 (1–1, 1–3, 1–1) | Svédország | Nokia Aréna, Tampere Nézőszám: 6089 |

| Jegyzőkönyv | Jegyzőkönyv                    | Jegyzőkönyv                                  | Jegyzőkönyv     | Jegyzőkönyv                                                                     |
| --- | ------------------------------ | -------------------------------------------- | --------------- | ------------------------------------------------------------------------------- |
| | Karel Vejmelka Marek Langhamer | Kapusok                                      | Magnus Hellberg | Játékvezetők: Jeff Ingram Sean MacFarlane Vonalbírók: Nick Briganti Šimon Synek |
| \| Krejčí (Červenka) – 06:03 \| 1–0 \| \| \| \| 1–1 \| 19:24 – Asplund (Bemström, Wallmark) (PP) \| \| \| 1–2 \| 22:47 – Bemström (Wallmark, Gustaffson) (PP) \| \| \| 1–3 \| 25:50 – Bromé \| \| \| 1–4 \| 28:52 – Asplund (Gustaffson) \| \| Kundrátek (Červenka, Jiříček) (PP) – 37:36 \| 2–4 \| \| \| \| 2–5 \| 44:50 – Bengtsson (Bromé) \| \| Blümel (Červenka, Šimek) – 45:19 \| 3–5 \| \| |                                |                                              |                 | Játékvezetők: Jeff Ingram Sean MacFarlane Vonalbírók: Nick Briganti Šimon Synek |
| 12 perc | Büntetések                     | 8 perc                                       |                 | Játékvezetők: Jeff Ingram Sean MacFarlane Vonalbírók: Nick Briganti Šimon Synek |
| 21 | Lövések                        | 34                                           |                 | Játékvezetők: Jeff Ingram Sean MacFarlane Vonalbírók: Nick Briganti Šimon Synek |
| Krejčí (Červenka) – 06:03 | 1–0                            |                                              |                 | Játékvezetők: Jeff Ingram Sean MacFarlane Vonalbírók: Nick Briganti Šimon Synek |
| | 1–1                            | 19:24 – Asplund (Bemström, Wallmark) (PP)    |                 | Játékvezetők: Jeff Ingram Sean MacFarlane Vonalbírók: Nick Briganti Šimon Synek |
| | 1–2                            | 22:47 – Bemström (Wallmark, Gustaffson) (PP) |                 | Játékvezetők: Jeff Ingram Sean MacFarlane Vonalbírók: Nick Briganti Šimon Synek |
| | 1–3                            | 25:50 – Bromé                                |                 |                                                                                 |
| | 1–4                            | 28:52 – Asplund (Gustaffson)                 |                 |                                                                                 |
| Kundrátek (Červenka, Jiříček) (PP) – 37:36 | 2–4                            |                                              |                 |                                                                                 |
| | 2–5                            | 44:50 – Bengtsson (Bromé)                    |                 |                                                                                 |
| Blümel (Červenka, Šimek) – 45:19 | 3–5                            |                                              |                 |                                                                                 |

| 2022. május 16. 16:20 (15:20) | Lettország | 3–2 (1–1, 2–0, 0–1) | Norvégia | Nokia Aréna, Tampere Nézőszám: 8510 |

| Jegyzőkönyv | Jegyzőkönyv      | Jegyzőkönyv                              | Jegyzőkönyv      | Jegyzőkönyv                                                                                  |
| --- | ---------------- | ---------------------------------------- | ---------------- | -------------------------------------------------------------------------------------------- |
| | Elvis Merzļikins | Kapusok                                  | Henrik Haukeland | Játékvezetők: Mads Frandsen Kristian Vikman Vonalbírók: Nicolas Constantineau Andreas Krøyer |
| \| Ābols (Ķēniņš, Balcers) – 14:04 \| 1–0 \| \| \| \| 1–1 \| 18:41 – Rosseli Olsen (Rokseth, Hoff) \| \| Jeļisejevs (Balcers, Jaks) (PP) – 27:16 \| 2–1 \| \| \| Ro. Bukarts (Sotnieks, Smons) – 33:00 \| 3–1 \| \| \| \| 3–2 \| 47:12 – Krogdahl (Nørstebø, K. A. Olimb) \| |                  |                                          |                  | Játékvezetők: Mads Frandsen Kristian Vikman Vonalbírók: Nicolas Constantineau Andreas Krøyer |
| 4 perc | Büntetések       | 35 perc                                  |                  | Játékvezetők: Mads Frandsen Kristian Vikman Vonalbírók: Nicolas Constantineau Andreas Krøyer |
| 28 | Lövések          | 36                                       |                  | Játékvezetők: Mads Frandsen Kristian Vikman Vonalbírók: Nicolas Constantineau Andreas Krøyer |
| Ābols (Ķēniņš, Balcers) – 14:04 | 1–0              |                                          |                  | Játékvezetők: Mads Frandsen Kristian Vikman Vonalbírók: Nicolas Constantineau Andreas Krøyer |
| | 1–1              | 18:41 – Rosseli Olsen (Rokseth, Hoff)    |                  | Játékvezetők: Mads Frandsen Kristian Vikman Vonalbírók: Nicolas Constantineau Andreas Krøyer |
| Jeļisejevs (Balcers, Jaks) (PP) – 27:16 | 2–1              |                                          |                  | Játékvezetők: Mads Frandsen Kristian Vikman Vonalbírók: Nicolas Constantineau Andreas Krøyer |
| Ro. Bukarts (Sotnieks, Smons) – 33:00 | 3–1              |                                          |                  |                                                                                              |
| | 3–2              | 47:12 – Krogdahl (Nørstebø, K. A. Olimb) |                  |                                                                                              |

| 2022. május 16. 20:20 (19:20) | Finnország | 4–1 (1–0, 3–0, 0–1) | Egyesült Államok | Nokia Aréna, Tampere Nézőszám: 11 555 |

| Jegyzőkönyv | Jegyzőkönyv    | Jegyzőkönyv                        | Jegyzőkönyv  | Jegyzőkönyv                                                                          |
| --- | -------------- | ---------------------------------- | ------------ | ------------------------------------------------------------------------------------ |
| | Juho Olkinuora | Kapusok                            | Strauss Mann | Játékvezetők: Mikael Nord Marian Rohatsch Vonalbírók: Jonas Merten Nathan van Oosten |
| \| Mik. Granlund (Manninen, Lehtonen) (PP) – 17:20 \| 1–0 \| \| \| Filppula (Innala, Vatanen (PP) – 24:42 \| 2–0 \| \| \| Manninen (Sallinen, Mik. Granlund) (PP) – 25:36 \| 3–0 \| \| \| Lehtonen (Hartikainen, Manninen) – 30:50 \| 4–0 \| \| \| \| 4–1 \| 58:22 – Galchenyuk (Hughes, Jones) \| |                |                                    |              | Játékvezetők: Mikael Nord Marian Rohatsch Vonalbírók: Jonas Merten Nathan van Oosten |
| 14 perc | Büntetések     | 41 perc                            |              | Játékvezetők: Mikael Nord Marian Rohatsch Vonalbírók: Jonas Merten Nathan van Oosten |
| 25 | Lövések        | 30                                 |              | Játékvezetők: Mikael Nord Marian Rohatsch Vonalbírók: Jonas Merten Nathan van Oosten |
| Mik. Granlund (Manninen, Lehtonen) (PP) – 17:20 | 1–0            |                                    |              | Játékvezetők: Mikael Nord Marian Rohatsch Vonalbírók: Jonas Merten Nathan van Oosten |
| Filppula (Innala, Vatanen (PP) – 24:42 | 2–0            |                                    |              | Játékvezetők: Mikael Nord Marian Rohatsch Vonalbírók: Jonas Merten Nathan van Oosten |
| Manninen (Sallinen, Mik. Granlund) (PP) – 25:36 | 3–0            |                                    |              | Játékvezetők: Mikael Nord Marian Rohatsch Vonalbírók: Jonas Merten Nathan van Oosten |
| Lehtonen (Hartikainen, Manninen) – 30:50 | 4–0            |                                    |              |                                                                                      |
| | 4–1            | 58:22 – Galchenyuk (Hughes, Jones) |              |                                                                                      |

| 2022. május 17. 16:20 (15:20) | Csehország | 1–2 (sz.) (1–0, 0–0, 0–1) (h.u.: 0–0) (sz.: 0–1) | Ausztria | Nokia Aréna, Tampere Nézőszám: 3264 |

| Jegyzőkönyv | Jegyzőkönyv    | Jegyzőkönyv                               | Jegyzőkönyv        | Jegyzőkönyv                                                                              |
| --- | -------------- | ----------------------------------------- | ------------------ | ---------------------------------------------------------------------------------------- |
| | Karel Vejmelka | Kapusok                                   | Bernhard Starkbaum | Játékvezetők: Mads Frandsen Mikael Nord Vonalbírók: Nicolas Constantineau Andreas Krøyer |
| \| Červenka (Blümel, Kundrátek) – 17:59 \| 1–0 \| \| \| \| 1–1 \| 59:22 – Lebler (Heinrich, Schneider) (EA) \| |                |                                           |                    | Játékvezetők: Mads Frandsen Mikael Nord Vonalbírók: Nicolas Constantineau Andreas Krøyer |
| Hertl Červenka Blümel Smejkal Krejčí                                                                           | Szétlövés      | Kasper Ganahl Schneider Heinrich          |                    | Játékvezetők: Mads Frandsen Mikael Nord Vonalbírók: Nicolas Constantineau Andreas Krøyer |
| 4 perc | Büntetések     | 4 perc                                    |                    | Játékvezetők: Mads Frandsen Mikael Nord Vonalbírók: Nicolas Constantineau Andreas Krøyer |
| 25 | Lövések        | 19                                        |                    | Játékvezetők: Mads Frandsen Mikael Nord Vonalbírók: Nicolas Constantineau Andreas Krøyer |
| Červenka (Blümel, Kundrátek) – 17:59                                                                           | 1–0            |                                           |                    | Játékvezetők: Mads Frandsen Mikael Nord Vonalbírók: Nicolas Constantineau Andreas Krøyer |
| | 1–1            | 59:22 – Lebler (Heinrich, Schneider) (EA) |                    | Játékvezetők: Mads Frandsen Mikael Nord Vonalbírók: Nicolas Constantineau Andreas Krøyer |

| 2022. május 17. 20:20 (19:20) | Svédország | 6–0 (5–0, 0–0, 1–0) | Nagy-Britannia | Nokia Aréna, Tampere Nézőszám: 3012 |

| Jegyzőkönyv | Jegyzőkönyv     | Jegyzőkönyv | Jegyzőkönyv               | Jegyzőkönyv                                                                        |
| --- | --------------- | ----------- | ------------------------- | ---------------------------------------------------------------------------------- |
| | Magnus Hellberg | Kapusok     | Ben Bowns Jackson Whistle | Játékvezetők: Fraser Lawrence Marian Rohatsch Vonalbírók: Jonas Merten Šimon Synek |
| \| Asplund (Kellman, Dahlin) – 00:13 \| 1–0 \| \| \| Nordström (Larsson, Bemström) – 07:43 \| 2–0 \| \| \| Bengtsson (Bromé) – 10:24 \| 3–0 \| \| \| Dahlin (Pudas, Bengtsson) – 13:09 \| 4–0 \| \| \| Asplund (Kellman, Dahlin) (PP) – 19:55 \| 5–0 \| \| \| Bengtsson (Lang, Tömmernes) – 53:09 \| 6–0 \| \| |                 |             |                           | Játékvezetők: Fraser Lawrence Marian Rohatsch Vonalbírók: Jonas Merten Šimon Synek |
| 4 perc | Büntetések      | 10 perc     |                           | Játékvezetők: Fraser Lawrence Marian Rohatsch Vonalbírók: Jonas Merten Šimon Synek |
| 38 | Lövések         | 16          |                           | Játékvezetők: Fraser Lawrence Marian Rohatsch Vonalbírók: Jonas Merten Šimon Synek |
| Asplund (Kellman, Dahlin) – 00:13 | 1–0             |             |                           | Játékvezetők: Fraser Lawrence Marian Rohatsch Vonalbírók: Jonas Merten Šimon Synek |
| Nordström (Larsson, Bemström) – 07:43 | 2–0             |             |                           | Játékvezetők: Fraser Lawrence Marian Rohatsch Vonalbírók: Jonas Merten Šimon Synek |
| Bengtsson (Bromé) – 10:24 | 3–0             |             |                           | Játékvezetők: Fraser Lawrence Marian Rohatsch Vonalbírók: Jonas Merten Šimon Synek |
| Dahlin (Pudas, Bengtsson) – 13:09 | 4–0             |             |                           |                                                                                    |
| Asplund (Kellman, Dahlin) (PP) – 19:55 | 5–0             |             |                           |                                                                                    |
| Bengtsson (Lang, Tömmernes) – 53:09 | 6–0             |             |                           |                                                                                    |

| 2022. május 18. 16:20 (15:20) | Norvégia | 5–3 (1–1, 2–1, 2–1) | Ausztria | Nokia Aréna, Tampere Nézőszám: 6137 |

| Jegyzőkönyv | Jegyzőkönyv      | Jegyzőkönyv                                 | Jegyzőkönyv   | Jegyzőkönyv                                                                            |
| --- | ---------------- | ------------------------------------------- | ------------- | -------------------------------------------------------------------------------------- |
| | Henrik Haukeland | Kapusok                                     | David Kickert | Játékvezetők: Fraser Lawrence Miroslav Stolc Vonalbírók: Maxime Chaput David Obwegeser |
| \| \| 0–1 \| 06:48 – Heinrich (Wukovits, Schneider) (PP) \| \| Rosseli Olsen (K. Olimb) (SH) – 07:33 \| 1–1 \| \| \| Martinsen (Johannesen, Rosseli Olsen) – 20:55 \| 2–1 \| \| \| \| 2–2 \| 26:54 – Haudum (Unterweger, Ganahl) (PP) \| \| Røymark (Haga, Nørstebø) (EA) – 31:44 \| 3–2 \| \| \| Rosseli Olsen (Martinsen, K. Olimb) (PP2) – 47:32 \| 4–2 \| \| \| \| 4–3 \| 56:12 – Schneider (Wukovits, Heinrich) (PP) \| \| Rønnild (Jakobsson) (EN) – 59:47 \| 5–3 \| \| |                  |                                             |               | Játékvezetők: Fraser Lawrence Miroslav Stolc Vonalbírók: Maxime Chaput David Obwegeser |
| 14 perc | Büntetések       | 33 perc                                     |               | Játékvezetők: Fraser Lawrence Miroslav Stolc Vonalbírók: Maxime Chaput David Obwegeser |
| 26 | Lövések          | 27                                          |               | Játékvezetők: Fraser Lawrence Miroslav Stolc Vonalbírók: Maxime Chaput David Obwegeser |
| | 0–1              | 06:48 – Heinrich (Wukovits, Schneider) (PP) |               | Játékvezetők: Fraser Lawrence Miroslav Stolc Vonalbírók: Maxime Chaput David Obwegeser |
| Rosseli Olsen (K. Olimb) (SH) – 07:33 | 1–1              |                                             |               | Játékvezetők: Fraser Lawrence Miroslav Stolc Vonalbírók: Maxime Chaput David Obwegeser |
| Martinsen (Johannesen, Rosseli Olsen) – 20:55 | 2–1              |                                             |               | Játékvezetők: Fraser Lawrence Miroslav Stolc Vonalbírók: Maxime Chaput David Obwegeser |
| | 2–2              | 26:54 – Haudum (Unterweger, Ganahl) (PP)    |               |                                                                                        |
| Røymark (Haga, Nørstebø) (EA) – 31:44 | 3–2              |                                             |               |                                                                                        |
| Rosseli Olsen (Martinsen, K. Olimb) (PP2) – 47:32 | 4–2              |                                             |               |                                                                                        |
| | 4–3              | 56:12 – Schneider (Wukovits, Heinrich) (PP) |               |                                                                                        |
| Rønnild (Jakobsson) (EN) – 59:47 | 5–3              |                                             |               |                                                                                        |

| 2022. május 18. 20:20 (19:20) | Finnország | 2–3 (h.u.) (0–1, 2–0, 0–1) (h.u.: 0–0) (sz.: 0–1) | Svédország | Nokia Aréna, Tampere Nézőszám: 11 695 |

| Jegyzőkönyv | Jegyzőkönyv  | Jegyzőkönyv                                 | Jegyzőkönyv     | Jegyzőkönyv                                                                           |
| --- | ------------ | ------------------------------------------- | --------------- | ------------------------------------------------------------------------------------- |
| | Harri Säteri | Kapusok                                     | Magnus Hellberg | Játékvezetők: Jeff Ingram Sean MacFarlane Vonalbírók: Nick Briganti Nathan van Oosten |
| \| \| 0–1 \| 11:38 – Larsson (Peterson, Dahlin) \| \| Lehtonen (Björninen, Anttila) – 23:38 \| 1–1 \| \| \| Vatanen (Lehtonen, Armia) – 25:39 \| 2–1 \| \| \| \| 2–2 \| 46:38 – Kellman (Gustafsson, Ekman-Larsson) \| |              |                                             |                 | Játékvezetők: Jeff Ingram Sean MacFarlane Vonalbírók: Nick Briganti Nathan van Oosten |
| Manninen Vatanen Björninen Granlund Rajala | Szétlövés    | Ekman-Larsson Bemström Tömmernes Asplund    |                 | Játékvezetők: Jeff Ingram Sean MacFarlane Vonalbírók: Nick Briganti Nathan van Oosten |
| 4 perc | Büntetések   | 6 perc                                      |                 | Játékvezetők: Jeff Ingram Sean MacFarlane Vonalbírók: Nick Briganti Nathan van Oosten |
| 31 | Lövések      | 25                                          |                 | Játékvezetők: Jeff Ingram Sean MacFarlane Vonalbírók: Nick Briganti Nathan van Oosten |
| | 0–1          | 11:38 – Larsson (Peterson, Dahlin)          |                 | Játékvezetők: Jeff Ingram Sean MacFarlane Vonalbírók: Nick Briganti Nathan van Oosten |
| Lehtonen (Björninen, Anttila) – 23:38 | 1–1          |                                             |                 | Játékvezetők: Jeff Ingram Sean MacFarlane Vonalbírók: Nick Briganti Nathan van Oosten |
| Vatanen (Lehtonen, Armia) – 25:39 | 2–1          |                                             |                 |                                                                                       |
| | 2–2          | 46:38 – Kellman (Gustafsson, Ekman-Larsson) |                 |                                                                                       |

| 2022. május 19. 16:20 (15:20) | Nagy-Britannia | 0–3 (0–0, 0–1, 0–2) | Egyesült Államok | Nokia Aréna, Tampere Nézőszám: 4506 |

| Jegyzőkönyv | Jegyzőkönyv     | Jegyzőkönyv                              | Jegyzőkönyv    | Jegyzőkönyv                                                                   |
| --- | --------------- | ---------------------------------------- | -------------- | ----------------------------------------------------------------------------- |
| | Jackson Whistle | Kapusok                                  | Jeremy Swayman | Játékvezetők: Jeff Ingram Miroslav Stolc Vonalbírók: Jonas Merten Šimon Synek |
| \| \| 0–1 \| 28:20 – Meyers (Peeke, Schmidt) \| \| \| 0–2 \| 40:58 – Bellows (Gaudette, Farrell) (PP) \| \| \| 0–3 \| 43:41 – Bellows (Farrell, Schmidt) (PP) \| |                 |                                          |                | Játékvezetők: Jeff Ingram Miroslav Stolc Vonalbírók: Jonas Merten Šimon Synek |
| 10 perc | Büntetések      | 12 perc                                  |                | Játékvezetők: Jeff Ingram Miroslav Stolc Vonalbírók: Jonas Merten Šimon Synek |
| 17 | Lövések         | 38                                       |                | Játékvezetők: Jeff Ingram Miroslav Stolc Vonalbírók: Jonas Merten Šimon Synek |
| | 0–1             | 28:20 – Meyers (Peeke, Schmidt)          |                | Játékvezetők: Jeff Ingram Miroslav Stolc Vonalbírók: Jonas Merten Šimon Synek |
| | 0–2             | 40:58 – Bellows (Gaudette, Farrell) (PP) |                | Játékvezetők: Jeff Ingram Miroslav Stolc Vonalbírók: Jonas Merten Šimon Synek |
| | 0–3             | 43:41 – Bellows (Farrell, Schmidt) (PP)  |                | Játékvezetők: Jeff Ingram Miroslav Stolc Vonalbírók: Jonas Merten Šimon Synek |

| 2022. május 19. 20:20 (19:20) | Csehország | 5–1 (5–0, 0–0, 0–1) | Lettország | Nokia Aréna, Tampere Nézőszám: 5711 |

| Jegyzőkönyv | Jegyzőkönyv    | Jegyzőkönyv                      | Jegyzőkönyv                    | Jegyzőkönyv                                                                              |
| --- | -------------- | -------------------------------- | ------------------------------ | ---------------------------------------------------------------------------------------- |
| | Karel Vejmelka | Kapusok                          | Elvis Merzļikins Artūrs Šilovs | Játékvezetők: Fraser Lawrence Sean MacFarlane Vonalbírók: Andreas Krøyer David Obwegeser |
| \| Zohorna (Hertl, Sklenička) – 04:02 \| 1–0 \| \| \| Červenka (Pastrňák, Krejčí) (PP) – 04:58 \| 2–0 \| \| \| Špaček (Flek) – 06:41 \| 3–0 \| \| \| Hertl (Zohorna, Blümel) – 16:30 \| 4–0 \| \| \| Pastrňák (Krejčí, Červenka) – 18:56 \| 5–0 \| \| \| \| 5–1 \| 41:01 – Kulda (Bukarts, Džeriņš) \| |                |                                  |                                | Játékvezetők: Fraser Lawrence Sean MacFarlane Vonalbírók: Andreas Krøyer David Obwegeser |
| 6 perc | Büntetések     | 6 perc                           |                                | Játékvezetők: Fraser Lawrence Sean MacFarlane Vonalbírók: Andreas Krøyer David Obwegeser |
| 28 | Lövések        | 17                               |                                | Játékvezetők: Fraser Lawrence Sean MacFarlane Vonalbírók: Andreas Krøyer David Obwegeser |
| Zohorna (Hertl, Sklenička) – 04:02 | 1–0            |                                  |                                | Játékvezetők: Fraser Lawrence Sean MacFarlane Vonalbírók: Andreas Krøyer David Obwegeser |
| Červenka (Pastrňák, Krejčí) (PP) – 04:58 | 2–0            |                                  |                                | Játékvezetők: Fraser Lawrence Sean MacFarlane Vonalbírók: Andreas Krøyer David Obwegeser |
| Špaček (Flek) – 06:41 | 3–0            |                                  |                                | Játékvezetők: Fraser Lawrence Sean MacFarlane Vonalbírók: Andreas Krøyer David Obwegeser |
| Hertl (Zohorna, Blümel) – 16:30 | 4–0            |                                  |                                |                                                                                          |
| Pastrňák (Krejčí, Červenka) – 18:56 | 5–0            |                                  |                                |                                                                                          |
| | 5–1            | 41:01 – Kulda (Bukarts, Džeriņš) |                                |                                                                                          |

| 2022. május 20. 16:20 (15:20) | Nagy-Britannia | 0–6 (0–2, 0–2, 0–2) | Finnország | Nokia Aréna, Tampere Nézőszám: 11 502 |

| Jegyzőkönyv | Jegyzőkönyv | Jegyzőkönyv                              | Jegyzőkönyv    | Jegyzőkönyv                                                                       |
| --- | ----------- | ---------------------------------------- | -------------- | --------------------------------------------------------------------------------- |
| | Ben Bowns   | Kapusok                                  | Juho Olkinuora | Játékvezetők: Pierre Dehaen Mads Frandsen Vonalbírók: Nick Briganti Elias Seewald |
| \| \| 0–1 \| 06:48 – Friman (Vatanen, Lammikko) \| \| \| 0–2 \| 11:38 – Hietanen (Manninen, Lehtonen) \| \| \| 0–3 \| 26:40 – Filppula (Granlund, Hartikainen) \| \| \| 0–4 \| 28:27 – Armia (Friman, Pesonen) \| \| \| 0–5 \| 49:01 – Mäenalanen (Lindell, Ohtamaa) \| \| \| 0–6 \| 55:42 – Rajala (Heiskanen, Pesonen) (PP) \| |             |                                          |                | Játékvezetők: Pierre Dehaen Mads Frandsen Vonalbírók: Nick Briganti Elias Seewald |
| 4 perc | Büntetések  | 2 perc                                   |                | Játékvezetők: Pierre Dehaen Mads Frandsen Vonalbírók: Nick Briganti Elias Seewald |
| 10 | Lövések     | 42                                       |                | Játékvezetők: Pierre Dehaen Mads Frandsen Vonalbírók: Nick Briganti Elias Seewald |
| | 0–1         | 06:48 – Friman (Vatanen, Lammikko)       |                | Játékvezetők: Pierre Dehaen Mads Frandsen Vonalbírók: Nick Briganti Elias Seewald |
| | 0–2         | 11:38 – Hietanen (Manninen, Lehtonen)    |                | Játékvezetők: Pierre Dehaen Mads Frandsen Vonalbírók: Nick Briganti Elias Seewald |
| | 0–3         | 26:40 – Filppula (Granlund, Hartikainen) |                | Játékvezetők: Pierre Dehaen Mads Frandsen Vonalbírók: Nick Briganti Elias Seewald |
| | 0–4         | 28:27 – Armia (Friman, Pesonen)          |                |                                                                                   |
| | 0–5         | 49:01 – Mäenalanen (Lindell, Ohtamaa)    |                |                                                                                   |
| | 0–6         | 55:42 – Rajala (Heiskanen, Pesonen) (PP) |                |                                                                                   |

| 2022. május 20. 20:20 (19:20) | Lettország | 4–3 (sz.) (0–0, 3–2, 0–1) (h.u.: 0–0) (sz.: 1–0) | Ausztria | Nokia Aréna, Tampere Nézőszám: 8516 |

| Jegyzőkönyv | Jegyzőkönyv   | Jegyzőkönyv                                | Jegyzőkönyv        | Jegyzőkönyv                                                                    |
| --- | ------------- | ------------------------------------------ | ------------------ | ------------------------------------------------------------------------------ |
| | Artūrs Šilovs | Kapusok                                    | Bernhard Starkbaum | Játékvezetők: Mikael Nord Miroslav Stolc Vonalbírók: Maxime Chaput Šimon Synek |
| \| \| 0–1 \| 21:10 – Nissner (Raffl, Schneider) \| \| Balcers (Jaks, Ābols) – 25:36 \| 1–1 \| \| \| Ri Bukarts (Čukste, Džeriņš) (PP) – 29:50 \| 2–1 \| \| \| \| 2–2 \| 31:24 – Heinrich (Schneider, Haudum) (PP2) \| \| Balcers (Ri Bukarts, Sotnieks) – 35:40 \| 3–2 \| \| \| \| 3–3 \| 46:21 – Raffl (Zündel, Nissner) \| |               |                                            |                    | Játékvezetők: Mikael Nord Miroslav Stolc Vonalbírók: Maxime Chaput Šimon Synek |
| Jeļisejevs Ābols Ro Bukarts Balcers | Szétlövés     | Kasper Ganahl Schneider Heinrich Lebler    |                    | Játékvezetők: Mikael Nord Miroslav Stolc Vonalbírók: Maxime Chaput Šimon Synek |
| 10 perc | Büntetések    | 10 perc                                    |                    | Játékvezetők: Mikael Nord Miroslav Stolc Vonalbírók: Maxime Chaput Šimon Synek |
| 21 | Lövések       | 32                                         |                    | Játékvezetők: Mikael Nord Miroslav Stolc Vonalbírók: Maxime Chaput Šimon Synek |
| | 0–1           | 21:10 – Nissner (Raffl, Schneider)         |                    | Játékvezetők: Mikael Nord Miroslav Stolc Vonalbírók: Maxime Chaput Šimon Synek |
| Balcers (Jaks, Ābols) – 25:36 | 1–1           |                                            |                    | Játékvezetők: Mikael Nord Miroslav Stolc Vonalbírók: Maxime Chaput Šimon Synek |
| Ri Bukarts (Čukste, Džeriņš) (PP) – 29:50 | 2–1           |                                            |                    |                                                                                |
| | 2–2           | 31:24 – Heinrich (Schneider, Haudum) (PP2) |                    |                                                                                |
| Balcers (Ri Bukarts, Sotnieks) – 35:40 | 3–2           |                                            |                    |                                                                                |
| | 3–3           | 46:21 – Raffl (Zündel, Nissner)            |                    |                                                                                |

| 2022. május 21. 12:20 (11:20) | Egyesült Államok | 3–2 (h.u.) (1–1, 1–0, 0–1) (h.u.: 1–0) | Svédország | Nokia Aréna, Tampere Nézőszám: 8304 |

| Jegyzőkönyv | Jegyzőkönyv    | Jegyzőkönyv                 | Jegyzőkönyv   | Jegyzőkönyv                                                                             |
| --- | -------------- | --------------------------- | ------------- | --------------------------------------------------------------------------------------- |
| | Jeremy Swayman | Kapusok                     | Linus Ullmark | Játékvezetők: Fraser Lawrence Peter Stano Vonalbírók: David Obwegeser Nathan van Oosten |
| \| \| 0–1 \| 02:28 - Dahlin (Lang, Åman) \| \| Gaudette (Meyers, Peeke) – 07:50 \| 1–1 \| \| \| Schmidt (Gaudette, Tynan) (PP) – 38:58 \| 2–1 \| \| \| \| 2–2 \| 46:56 – Grundström \| \| Gaudette (Tynan, Swayman) – 64:48 \| 3–2 \| \| |                |                             |               | Játékvezetők: Fraser Lawrence Peter Stano Vonalbírók: David Obwegeser Nathan van Oosten |
| 6 perc | Büntetések     | 6 perc                      |               | Játékvezetők: Fraser Lawrence Peter Stano Vonalbírók: David Obwegeser Nathan van Oosten |
| 24 | Lövések        | 22                          |               | Játékvezetők: Fraser Lawrence Peter Stano Vonalbírók: David Obwegeser Nathan van Oosten |
| | 0–1            | 02:28 - Dahlin (Lang, Åman) |               | Játékvezetők: Fraser Lawrence Peter Stano Vonalbírók: David Obwegeser Nathan van Oosten |
| Gaudette (Meyers, Peeke) – 07:50 | 1–1            |                             |               | Játékvezetők: Fraser Lawrence Peter Stano Vonalbírók: David Obwegeser Nathan van Oosten |
| Schmidt (Gaudette, Tynan) (PP) – 38:58 | 2–1            |                             |               | Játékvezetők: Fraser Lawrence Peter Stano Vonalbírók: David Obwegeser Nathan van Oosten |
| | 2–2            | 46:56 – Grundström          |               |                                                                                         |
| Gaudette (Tynan, Swayman) – 64:48 | 3–2            |                             |               |                                                                                         |

| 2022. május 21. 16:20 (15:20) | Ausztria | 0–3 (0–1, 0–1, 0–1) | Finnország | Nokia Aréna, Tampere Nézőszám: 11 573 |

| Jegyzőkönyv | Jegyzőkönyv   | Jegyzőkönyv                              | Jegyzőkönyv    | Jegyzőkönyv                                                                   |
| --- | ------------- | ---------------------------------------- | -------------- | ----------------------------------------------------------------------------- |
| | David Kickert | Kapusok                                  | Juho Olkinuora | Játékvezetők: Jeff Ingram Mikael Nord Vonalbírók: Nick Briganti Maxime Chaput |
| \| \| 0–1 \| 01:45 – Filppula (Hartikainen, Granlund) \| \| \| 0–2 \| 24:10 – Granlund (Hartikainen, Lehtonen) \| \| \| 0–3 \| 47:39 – Rajala (Filppula) \| |               |                                          |                | Játékvezetők: Jeff Ingram Mikael Nord Vonalbírók: Nick Briganti Maxime Chaput |
| 6 perc | Büntetések    | 2 perc                                   |                | Játékvezetők: Jeff Ingram Mikael Nord Vonalbírók: Nick Briganti Maxime Chaput |
| 19 | Lövések       | 39                                       |                | Játékvezetők: Jeff Ingram Mikael Nord Vonalbírók: Nick Briganti Maxime Chaput |
| | 0–1           | 01:45 – Filppula (Hartikainen, Granlund) |                | Játékvezetők: Jeff Ingram Mikael Nord Vonalbírók: Nick Briganti Maxime Chaput |
| | 0–2           | 24:10 – Granlund (Hartikainen, Lehtonen) |                | Játékvezetők: Jeff Ingram Mikael Nord Vonalbírók: Nick Briganti Maxime Chaput |
| | 0–3           | 47:39 – Rajala (Filppula)                |                | Játékvezetők: Jeff Ingram Mikael Nord Vonalbírók: Nick Briganti Maxime Chaput |

| 2022. május 21. 20:20 (19:20) | Norvégia | 1–4 (0–1, 0–1, 1–2) | Csehország | Nokia Aréna, Tampere Nézőszám: 6015 |

| Jegyzőkönyv | Jegyzőkönyv   | Jegyzőkönyv                              | Jegyzőkönyv    | Jegyzőkönyv                                                                           |
| --- | ------------- | ---------------------------------------- | -------------- | ------------------------------------------------------------------------------------- |
| | Jonas Arntzen | Kapusok                                  | Karel Vejmelka | Játékvezetők: Mads Frandsen Sean MacFarlane Vonalbírók: Tommi Niittylä Emil Yletyinen |
| \| \| 0–1 \| 06:26 – Pastrňák (Krejčí, Červenka) (PP) \| \| \| 0–2 \| 22:21 – Vrána (Černoch, Kundrátek) (PP) \| \| \| 0–3 \| 40:48 – Pastrňák (PS) \| \| Hoff (Trettenes, Haga) (PP) – 44:27 \| 1–3 \| \| \| \| 1–4 \| 58:34 – Červenka (Pastrňák, Krejčí) (EN) \| |               |                                          |                | Játékvezetők: Mads Frandsen Sean MacFarlane Vonalbírók: Tommi Niittylä Emil Yletyinen |
| 12 perc | Büntetések    | 10 perc                                  |                | Játékvezetők: Mads Frandsen Sean MacFarlane Vonalbírók: Tommi Niittylä Emil Yletyinen |
| 22 | Lövések       | 32                                       |                | Játékvezetők: Mads Frandsen Sean MacFarlane Vonalbírók: Tommi Niittylä Emil Yletyinen |
| | 0–1           | 06:26 – Pastrňák (Krejčí, Červenka) (PP) |                | Játékvezetők: Mads Frandsen Sean MacFarlane Vonalbírók: Tommi Niittylä Emil Yletyinen |
| | 0–2           | 22:21 – Vrána (Černoch, Kundrátek) (PP)  |                | Játékvezetők: Mads Frandsen Sean MacFarlane Vonalbírók: Tommi Niittylä Emil Yletyinen |
| | 0–3           | 40:48 – Pastrňák (PS)                    |                | Játékvezetők: Mads Frandsen Sean MacFarlane Vonalbírók: Tommi Niittylä Emil Yletyinen |
| Hoff (Trettenes, Haga) (PP) – 44:27 | 1–3           |                                          |                |                                                                                       |
| | 1–4           | 58:34 – Červenka (Pastrňák, Krejčí) (EN) |                |                                                                                       |

| 2022. május 22. 16:20 (15:20) | Nagy-Britannia | 3–4 (2–0, 1–2, 0–2) | Lettország | Nokia Aréna, Tampere Nézőszám: 4860 |

| Jegyzőkönyv | Jegyzőkönyv | Jegyzőkönyv                                       | Jegyzőkönyv                    | Jegyzőkönyv                                                                       |
| --- | ----------- | ------------------------------------------------- | ------------------------------ | --------------------------------------------------------------------------------- |
| | Ben Bowns   | Kapusok                                           | Elvis Merzļikins Artūrs Šilovs | Játékvezetők: Pierre Dehaen Sean MacFarlane Vonalbírók: Elias Seewald Šimon Synek |
| \| Perlini (Myers, Neilson) (PP) – 05:24 \| 1–0 \| \| \| Neilson (Hook, Jones) (EA) – 12:16 \| 2–0 \| \| \| \| 2–1 \| 24:17 – Batņa (Jeļisejevs, Čukste) \| \| Hook (O'Connor, Batch) – 26:24 \| 3–1 \| \| \| \| 3–2 \| 34:34 – Jaks (Ro. Bukarts, Dzierkals) (PP) \| \| \| 3–3 \| 51:49 – Ri. Bukarts (Dzierkals, Ro. Bukarts) (PP) \| \| \| 3–4 \| 53:11 – Džeriņš (Dzierkals, Čukste) (PP) \| |             |                                                   |                                | Játékvezetők: Pierre Dehaen Sean MacFarlane Vonalbírók: Elias Seewald Šimon Synek |
| 14 perc | Büntetések  | 10 perc                                           |                                | Játékvezetők: Pierre Dehaen Sean MacFarlane Vonalbírók: Elias Seewald Šimon Synek |
| 19 | Lövések     | 36                                                |                                | Játékvezetők: Pierre Dehaen Sean MacFarlane Vonalbírók: Elias Seewald Šimon Synek |
| Perlini (Myers, Neilson) (PP) – 05:24 | 1–0         |                                                   |                                | Játékvezetők: Pierre Dehaen Sean MacFarlane Vonalbírók: Elias Seewald Šimon Synek |
| Neilson (Hook, Jones) (EA) – 12:16 | 2–0         |                                                   |                                | Játékvezetők: Pierre Dehaen Sean MacFarlane Vonalbírók: Elias Seewald Šimon Synek |
| | 2–1         | 24:17 – Batņa (Jeļisejevs, Čukste)                |                                | Játékvezetők: Pierre Dehaen Sean MacFarlane Vonalbírók: Elias Seewald Šimon Synek |
| Hook (O'Connor, Batch) – 26:24 | 3–1         |                                                   |                                |                                                                                   |
| | 3–2         | 34:34 – Jaks (Ro. Bukarts, Dzierkals) (PP)        |                                |                                                                                   |
| | 3–3         | 51:49 – Ri. Bukarts (Dzierkals, Ro. Bukarts) (PP) |                                |                                                                                   |
| | 3–4         | 53:11 – Džeriņš (Dzierkals, Čukste) (PP)          |                                |                                                                                   |

| 2022. május 22. 20:20 (19:20) | Svédország | 7–1 (1–0, 4–0, 2–1) | Norvégia | Nokia Aréna, Tampere Nézőszám: 3707 |

| Jegyzőkönyv | Jegyzőkönyv     | Jegyzőkönyv                            | Jegyzőkönyv   | Jegyzőkönyv                                                                     |
| --- | --------------- | -------------------------------------- | ------------- | ------------------------------------------------------------------------------- |
| | Magnus Hellberg | Kapusok                                | Jonas Arntzen | Játékvezetők: Andris Ansons Robin Šír Vonalbírók: Nick Briganti David Obwegeser |
| \| Peterson (Gustafsson, Nylander) (PP) – 11:48 \| 1–0 \| \| \| Nylander (Gustafsson, Peterson) (PP) – 27:43 \| 2–0 \| \| \| Peterson (Grundström, Tömmernes) – 28:47 \| 3–0 \| \| \| Asplund (Kellman) – 31:38 \| 4–0 \| \| \| Wallmark (Dahlin, Bemström) (PP) – 37:33 \| 5–0 \| \| \| \| 5–1 \| 40:44 – Fladeby (Johannesen, K. Olimb) \| \| Friberg (Lang, Åman) – 43:13 \| 6–1 \| \| \| Asplund (Nylander, Wallmark) (PP) – 49:57 \| 7–1 \| \| |                 |                                        |               | Játékvezetők: Andris Ansons Robin Šír Vonalbírók: Nick Briganti David Obwegeser |
| 8 perc | Büntetések      | 10 perc                                |               | Játékvezetők: Andris Ansons Robin Šír Vonalbírók: Nick Briganti David Obwegeser |
| 35 | Lövések         | 20                                     |               | Játékvezetők: Andris Ansons Robin Šír Vonalbírók: Nick Briganti David Obwegeser |
| Peterson (Gustafsson, Nylander) (PP) – 11:48 | 1–0             |                                        |               | Játékvezetők: Andris Ansons Robin Šír Vonalbírók: Nick Briganti David Obwegeser |
| Nylander (Gustafsson, Peterson) (PP) – 27:43 | 2–0             |                                        |               | Játékvezetők: Andris Ansons Robin Šír Vonalbírók: Nick Briganti David Obwegeser |
| Peterson (Grundström, Tömmernes) – 28:47 | 3–0             |                                        |               | Játékvezetők: Andris Ansons Robin Šír Vonalbírók: Nick Briganti David Obwegeser |
| Asplund (Kellman) – 31:38 | 4–0             |                                        |               |                                                                                 |
| Wallmark (Dahlin, Bemström) (PP) – 37:33 | 5–0             |                                        |               |                                                                                 |
| | 5–1             | 40:44 – Fladeby (Johannesen, K. Olimb) |               |                                                                                 |
| Friberg (Lang, Åman) – 43:13 | 6–1             |                                        |               |                                                                                 |
| Asplund (Nylander, Wallmark) (PP) – 49:57 | 7–1             |                                        |               |                                                                                 |

| 2022. május 23. 16:20 (15:20) | Egyesült Államok | 0–1 (0–1, 0–0, 0–0) | Csehország | Nokia Aréna, Tampere Nézőszám: 5270 |

| Jegyzőkönyv                              | Jegyzőkönyv    | Jegyzőkönyv              | Jegyzőkönyv    | Jegyzőkönyv                                                                           |
| ---------------------------------------- | -------------- | ------------------------ | -------------- | ------------------------------------------------------------------------------------- |
|                                          | Jeremy Swayman | Kapusok                  | Karel Vejmelka | Játékvezetők: Lassi Heikkinen Jeff Ingram Vonalbírók: Maxime Chaput Nathan van Oosten |
| \| \| 0–1 \| 07:53 – Blumel (Zohorna) \| |                |                          |                | Játékvezetők: Lassi Heikkinen Jeff Ingram Vonalbírók: Maxime Chaput Nathan van Oosten |
| 7 perc                                   | Büntetések     | 6 perc                   |                | Játékvezetők: Lassi Heikkinen Jeff Ingram Vonalbírók: Maxime Chaput Nathan van Oosten |
| 24                                       | Lövések        | 16                       |                | Játékvezetők: Lassi Heikkinen Jeff Ingram Vonalbírók: Maxime Chaput Nathan van Oosten |
|                                          | 0–1            | 07:53 – Blumel (Zohorna) |                | Játékvezetők: Lassi Heikkinen Jeff Ingram Vonalbírók: Maxime Chaput Nathan van Oosten |

| 2022. május 23. 20:20 (19:20) | Ausztria | 5–3 (0–1, 0–1, 5–1) | Nagy-Britannia | Nokia Aréna, Tampere Nézőszám: 3321 |

| Jegyzőkönyv | Jegyzőkönyv        | Jegyzőkönyv                           | Jegyzőkönyv | Jegyzőkönyv                                                                      |
| --- | ------------------ | ------------------------------------- | ----------- | -------------------------------------------------------------------------------- |
| | Bernhard Starkbaum | Kapusok                               | Ben Bowns   | Játékvezetők: Mads Frandsen Mikael Nord Vonalbírók: Jonas Merten David Obwegeser |
| \| \| 0–1 \| 19:00 – Myers (Perlini, Neilson) (PP) \| \| \| 0–2 \| 21:57 – Dowd (Neilson) \| \| Wukovits (Schneider, Raffl) (PP) – 44:51 \| 1–2 \| \| \| \| 1–3 \| 46:19 – Neilson \| \| Heinrich (Haudum, Kasper) – 47:28 \| 2–3 \| \| \| Nissner (Raffl) – 51:26 \| 3–3 \| \| \| Raffl (Schneider, Nissner) – 58:54 \| 4–3 \| \| \| Schneider (Heinrich, Nissner) (ENG) – 59:16 \| 5–3 \| \| |                    |                                       |             | Játékvezetők: Mads Frandsen Mikael Nord Vonalbírók: Jonas Merten David Obwegeser |
| 6 perc | Büntetések         | 2 perc                                |             | Játékvezetők: Mads Frandsen Mikael Nord Vonalbírók: Jonas Merten David Obwegeser |
| 29 | Lövések            | 28                                    |             | Játékvezetők: Mads Frandsen Mikael Nord Vonalbírók: Jonas Merten David Obwegeser |
| | 0–1                | 19:00 – Myers (Perlini, Neilson) (PP) |             | Játékvezetők: Mads Frandsen Mikael Nord Vonalbírók: Jonas Merten David Obwegeser |
| | 0–2                | 21:57 – Dowd (Neilson)                |             | Játékvezetők: Mads Frandsen Mikael Nord Vonalbírók: Jonas Merten David Obwegeser |
| Wukovits (Schneider, Raffl) (PP) – 44:51 | 1–2                |                                       |             | Játékvezetők: Mads Frandsen Mikael Nord Vonalbírók: Jonas Merten David Obwegeser |
| | 1–3                | 46:19 – Neilson                       |             |                                                                                  |
| Heinrich (Haudum, Kasper) – 47:28 | 2–3                |                                       |             |                                                                                  |
| Nissner (Raffl) – 51:26 | 3–3                |                                       |             |                                                                                  |
| Raffl (Schneider, Nissner) – 58:54 | 4–3                |                                       |             |                                                                                  |
| Schneider (Heinrich, Nissner) (ENG) – 59:16 | 5–3                |                                       |             |                                                                                  |

| 2022. május 24. 12:20 (11:20) | Svédország | 1–0 (0–0, 1–0, 0–0) | Lettország | Nokia Aréna, Tampere Nézőszám: 5560 |

| Jegyzőkönyv                                              | Jegyzőkönyv   | Jegyzőkönyv | Jegyzőkönyv   | Jegyzőkönyv                                                                          |
| -------------------------------------------------------- | ------------- | ----------- | ------------- | ------------------------------------------------------------------------------------ |
|                                                          | Linus Ullmark | Kapusok     | Artūrs Šilovs | Játékvezetők: Mads Frandsen Roy Stian Hansen Vonalbírók: Andreas Krøyer Jonas Merten |
| \| Nylander (Dahlin, Wallmark) (PP) – 34:54 \| 1–0 \| \| |               |             |               | Játékvezetők: Mads Frandsen Roy Stian Hansen Vonalbírók: Andreas Krøyer Jonas Merten |
| 6 perc                                                   | Büntetések    | 4 perc      |               | Játékvezetők: Mads Frandsen Roy Stian Hansen Vonalbírók: Andreas Krøyer Jonas Merten |
| 35                                                       | Lövések       | 21          |               | Játékvezetők: Mads Frandsen Roy Stian Hansen Vonalbírók: Andreas Krøyer Jonas Merten |
| Nylander (Dahlin, Wallmark) (PP) – 34:54                 | 1–0           |             |               | Játékvezetők: Mads Frandsen Roy Stian Hansen Vonalbírók: Andreas Krøyer Jonas Merten |

| 2022. május 24. 16:20 (15:20) | Egyesült Államok | 4–2 (2–0, 1–1, 1–1) | Norvégia | Nokia Aréna, Tampere Nézőszám: 5435 |

| Jegyzőkönyv | Jegyzőkönyv                 | Jegyzőkönyv                            | Jegyzőkönyv      | Jegyzőkönyv                                                                     |
| --- | --------------------------- | -------------------------------------- | ---------------- | ------------------------------------------------------------------------------- |
| | Jeremy Swayman Strauss Mann | Kapusok                                | Henrik Haukeland | Játékvezetők: Jeff Ingram Fraser Lawrence Vonalbírók: Maxime Chaput Šimon Synek |
| \| Hartman (Galchenyuk, Lafferty) – 03:45 \| 1–0 \| \| \| Boldy (Galchenyuk) – 07:20 \| 2–0 \| \| \| \| 2–1 \| 22:43 – Martinsen (Haga, Røymark) \| \| Meyers (Hughes, Kuhlman) – 28:05 \| 3–1 \| \| \| \| 3–2 \| 41:59 – Rokseth (Jakobsson, Trettenes) \| \| Farrell (EN) – 59:20 \| 4–2 \| \| |                             |                                        |                  | Játékvezetők: Jeff Ingram Fraser Lawrence Vonalbírók: Maxime Chaput Šimon Synek |
| 4 perc | Büntetések                  | 4 perc                                 |                  | Játékvezetők: Jeff Ingram Fraser Lawrence Vonalbírók: Maxime Chaput Šimon Synek |
| 37 | Lövések                     | 23                                     |                  | Játékvezetők: Jeff Ingram Fraser Lawrence Vonalbírók: Maxime Chaput Šimon Synek |
| Hartman (Galchenyuk, Lafferty) – 03:45 | 1–0                         |                                        |                  | Játékvezetők: Jeff Ingram Fraser Lawrence Vonalbírók: Maxime Chaput Šimon Synek |
| Boldy (Galchenyuk) – 07:20 | 2–0                         |                                        |                  | Játékvezetők: Jeff Ingram Fraser Lawrence Vonalbírók: Maxime Chaput Šimon Synek |
| | 2–1                         | 22:43 – Martinsen (Haga, Røymark)      |                  | Játékvezetők: Jeff Ingram Fraser Lawrence Vonalbírók: Maxime Chaput Šimon Synek |
| Meyers (Hughes, Kuhlman) – 28:05 | 3–1                         |                                        |                  |                                                                                 |
| | 3–2                         | 41:59 – Rokseth (Jakobsson, Trettenes) |                  |                                                                                 |
| Farrell (EN) – 59:20 | 4–2                         |                                        |                  |                                                                                 |

| 2022. május 24. 20:20 (19:20) | Finnország | 3–0 (2–0, 1–0, 0–0) | Csehország | Nokia Aréna, Tampere Nézőszám: 11 673 |

| Jegyzőkönyv | Jegyzőkönyv    | Jegyzőkönyv | Jegyzőkönyv     | Jegyzőkönyv                                                                   |
| --- | -------------- | ----------- | --------------- | ----------------------------------------------------------------------------- |
| | Juho Olkinuora | Kapusok     | Marek Langhamer | Játékvezetők: Mikael Nord Miroslav Stolc Vonalbírók: Nick Briganti Jake Davis |
| \| Armia (Pesonen) – 09:31 \| 1–0 \| \| \| Manninen (Sallinen, Granlund) (PP) – 16:17 \| 2–0 \| \| \| Rajala (Seppälä, Heiskanen) – 35:34 \| 3–0 \| \| |                |             |                 | Játékvezetők: Mikael Nord Miroslav Stolc Vonalbírók: Nick Briganti Jake Davis |
| 4 perc | Büntetések     | 6 perc      |                 | Játékvezetők: Mikael Nord Miroslav Stolc Vonalbírók: Nick Briganti Jake Davis |
| 19 | Lövések        | 24          |                 | Játékvezetők: Mikael Nord Miroslav Stolc Vonalbírók: Nick Briganti Jake Davis |
| Armia (Pesonen) – 09:31 | 1–0            |             |                 | Játékvezetők: Mikael Nord Miroslav Stolc Vonalbírók: Nick Briganti Jake Davis |
| Manninen (Sallinen, Granlund) (PP) – 16:17 | 2–0            |             |                 | Játékvezetők: Mikael Nord Miroslav Stolc Vonalbírók: Nick Briganti Jake Davis |
| Rajala (Seppälä, Heiskanen) – 35:34 | 3–0            |             |                 | Játékvezetők: Mikael Nord Miroslav Stolc Vonalbírók: Nick Briganti Jake Davis |

## Egyenes kieséses szakasz
A negyeddöntőkben mindkét csoport első helyezettje a másik csoport negyedik helyezettjével, valamint mindkét csoport második helyezettje a másik csoport harmadik helyezettjével mérkőzött. A negyeddöntők után a csapatokat újra kiemelték a csoportköri eredményeik alapján. Az elődöntőben a csoportköri eredmények első kiemeltje a negyedik kiemelttel, a második kiemelt a harmadik kiemelttel játszott.
| Helyezés | Csapat           | Cs | H | P  | Gk  | G+ | Kiemelés |
| -------- | ---------------- | -- | - | -- | --- | -- | -------- |
| 1.       | Svájc            | A  | 1 | 20 | +19 | 34 | 8        |
| 2.       | Finnország       | B  | 1 | 19 | +20 | 25 | 2        |
| 3.       | Svédország       | B  | 2 | 18 | +17 | 27 | 7        |
| 4.       | Németország      | A  | 2 | 16 | +6  | 26 | 5        |
| 5.       | Kanada           | A  | 3 | 15 | +16 | 34 | 1        |
| 6.       | Czech Republic   | B  | 3 | 13 | +6  | 19 | 6        |
| 7.       | Egyesült Államok | B  | 4 | 13 | +6  | 18 | 4        |
| 8.       | Szlovákia        | A  | 4 | 12 | +4  | 23 | 9        |

Sorrend meghatározása: 1) csoportbeli helyezés; 2) több pontszám; 3) jobb gólkülönbség; 4) több szerzett gól; 5) Jobb torna előtti kiemelés.
|  |              |                  |              |                  |                  |            |               |               |               |  |       |       |       |
|  | Negyeddöntők | Negyeddöntők     | Negyeddöntők |                  |                  | Elődöntők  | Elődöntők     | Elődöntők     |               |  | Döntő | Döntő | Döntő |
|  | Negyeddöntők | Negyeddöntők     | Negyeddöntők |                  |                  | Elődöntők  | Elődöntők     | Elődöntők     |               |  | Döntő | Döntő | Döntő |
|  | május 26.    |                  |              |                  |                  |            |               |               |               |  |       |       |       |
|  |              |                  |              |                  |                  |            |               |               |               |  |       |       |       |
|  | A1           | Svájc            | 0            |                  |                  |            |               |               |               |  |       |       |       |
|  | A1           | Svájc            | 0            | május 28.        |                  |            |               |               |               |  |       |       |       |
|  | B4           | Egyesült Államok | 3            |                  |                  |            |               |               |               |  |       |       |       |
|  | B4           | Egyesült Államok | 3            | 2                | Finnország       | 4          |               |               |               |  |       |       |       |
|  | május 26.    |                  |              | 2                | Finnország       | 4          |               |               |               |  |       |       |       |
|  | 7            | Egyesült Államok | 3            |                  |                  |            |               |               |               |  |       |       |       |
|  | 7            | Egyesült Államok | 3            | B1               | Finnország       | 4          |               |               |               |  |       |       |       |
|  |              |                  |              | B1               | Finnország       | 4          | május 29.     |               |               |  |       |       |       |
|  | A4           | Szlovákia        | 2            |                  |                  |            |               |               |               |  |       |       |       |
|  | A4           | Szlovákia        | 2            | Finnország       | Finnország       | 4          |               |               |               |  |       |       |       |
|  | május 26.    |                  |              | Finnország       | Finnország       | 4          |               |               |               |  |       |       |       |
|  |              |                  | Kanada       | Kanada           | 3                |            |               |               |               |  |       |       |       |
|  | A2           | Németország      | Kanada       | Kanada           | 3                | 1          |               |               |               |  |       |       |       |
|  | A2           | Németország      | május 28.    |                  |                  | 1          |               |               |               |  |       |       |       |
|  | B3           | Csehország       | 4            |                  |                  |            |               |               |               |  |       |       |       |
|  | B3           | Csehország       | 4            | 5                | Kanada           | 6          | Bronzmérkőzés | Bronzmérkőzés | Bronzmérkőzés |  |       |       |       |
|  | május 26.    |                  |              | 5                | Kanada           | 6          | Bronzmérkőzés | Bronzmérkőzés | Bronzmérkőzés |  |       |       |       |
|  | 6            | Csehország       | 1            |                  |                  | május 29.  | május 29.     | május 29.     |               |  |       |       |       |
|  | 6            | Csehország       | 1            | B2               | Svédország       | május 29.  | május 29.     | május 29.     | 3             |  |       |       |       |
|  |              |                  |              | B2               | Svédország       | Csehország | Csehország    | 8             | 3             |  |       |       |       |
|  | A3           | Kanada           | 4            |                  |                  | Csehország | Csehország    | 8             |               |  |       |       |       |
|  | A3           | Kanada           | 4            | Egyesült Államok | Egyesült Államok | 4          |               |               |               |  |       |       |       |
|  |              |                  |              | Egyesült Államok | Egyesült Államok | 4          |               |               |               |  |       |       |       |

### Negyeddöntők
| 2022. május 26. 16:20 (15:20) | Németország | 1–4 (0–2, 0–1, 1–1) | Csehország | Helsinki Ice Hall, Helsinki Nézőszám: 4290 |

| Jegyzőkönyv | Jegyzőkönyv      | Jegyzőkönyv                              | Jegyzőkönyv    | Jegyzőkönyv                                                                    |
| --- | ---------------- | ---------------------------------------- | -------------- | ------------------------------------------------------------------------------ |
| | Philipp Grubauer | Kapusok                                  | Karel Vejmelka | Játékvezetők: Mikael Nord Miroslav Stolc Vonalbírók: Maxime Chaput Šimon Synek |
| \| \| 0–1 \| 02:17 – Pastrňák (Krejčí, Červenka) (PP) \| \| \| 0–2 \| 10:04 – Červenka (Krejčí, Hronek) (PP) \| \| \| 0–3 \| 32:10 – Krejčí (Pastrňák, Červenka) (PP) \| \| Seider (Noebels, Plachta) (EA) – 53:48 \| 1–3 \| \| \| \| 1–4 \| 58:10 – Smejkal (Kämpf) (EN) \| |                  |                                          |                | Játékvezetők: Mikael Nord Miroslav Stolc Vonalbírók: Maxime Chaput Šimon Synek |
| 8 perc | Büntetések       | 6 perc                                   |                | Játékvezetők: Mikael Nord Miroslav Stolc Vonalbírók: Maxime Chaput Šimon Synek |
| 22 | Lövések          | 24                                       |                | Játékvezetők: Mikael Nord Miroslav Stolc Vonalbírók: Maxime Chaput Šimon Synek |
| | 0–1              | 02:17 – Pastrňák (Krejčí, Červenka) (PP) |                | Játékvezetők: Mikael Nord Miroslav Stolc Vonalbírók: Maxime Chaput Šimon Synek |
| | 0–2              | 10:04 – Červenka (Krejčí, Hronek) (PP)   |                | Játékvezetők: Mikael Nord Miroslav Stolc Vonalbírók: Maxime Chaput Šimon Synek |
| | 0–3              | 32:10 – Krejčí (Pastrňák, Červenka) (PP) |                | Játékvezetők: Mikael Nord Miroslav Stolc Vonalbírók: Maxime Chaput Šimon Synek |
| Seider (Noebels, Plachta) (EA) – 53:48 | 1–3              |                                          |                |                                                                                |
| | 1–4              | 58:10 – Smejkal (Kämpf) (EN)             |                |                                                                                |

| 2022. május 26. 16:20 (15:20) | Svédország | 3–4 (h.u.) (2–0, 1–0, 0–3) (OT: 0–1) | Kanada | Nokia Aréna, Tampere Nézőszám: 8576 |

| Jegyzőkönyv | Jegyzőkönyv   | Jegyzőkönyv                              | Jegyzőkönyv    | Jegyzőkönyv                                                                      |
| --- | ------------- | ---------------------------------------- | -------------- | -------------------------------------------------------------------------------- |
| | Linus Ullmark | Kapusok                                  | Chris Driedger | Játékvezetők: Lassi Heikkinen Jake Rekucki Vonalbírók: Hannu Sormunen Josef Špůr |
| \| Klingberg (Lang, Peterson) – 01:27 \| 1–0 \| \| \| Nylander (Nordström) – 07:04 \| 2–0 \| \| \| Friberg (Gustafsson, Ekman-Larsson) – 28:23 \| 3–0 \| \| \| \| 3–1 \| 41:21 – Graves (Roy, Comtois) \| \| \| 3–2 \| 58:07 – Dubois (Chabot, Cozens) (PP, EA) \| \| \| 3–3 \| 58:37 – Barzal (Batherson, Comtois) (EA) \| \| \| 3–4 \| 60:43 – Batherson (Barzal, Dubois) (PP) \| |               |                                          |                | Játékvezetők: Lassi Heikkinen Jake Rekucki Vonalbírók: Hannu Sormunen Josef Špůr |
| 6 perc | Büntetések    | 10 perc                                  |                | Játékvezetők: Lassi Heikkinen Jake Rekucki Vonalbírók: Hannu Sormunen Josef Špůr |
| 19 | Lövések       | 42                                       |                | Játékvezetők: Lassi Heikkinen Jake Rekucki Vonalbírók: Hannu Sormunen Josef Špůr |
| Klingberg (Lang, Peterson) – 01:27 | 1–0           |                                          |                | Játékvezetők: Lassi Heikkinen Jake Rekucki Vonalbírók: Hannu Sormunen Josef Špůr |
| Nylander (Nordström) – 07:04 | 2–0           |                                          |                | Játékvezetők: Lassi Heikkinen Jake Rekucki Vonalbírók: Hannu Sormunen Josef Špůr |
| Friberg (Gustafsson, Ekman-Larsson) – 28:23 | 3–0           |                                          |                | Játékvezetők: Lassi Heikkinen Jake Rekucki Vonalbírók: Hannu Sormunen Josef Špůr |
| | 3–1           | 41:21 – Graves (Roy, Comtois)            |                |                                                                                  |
| | 3–2           | 58:07 – Dubois (Chabot, Cozens) (PP, EA) |                |                                                                                  |
| | 3–3           | 58:37 – Barzal (Batherson, Comtois) (EA) |                |                                                                                  |
| | 3–4           | 60:43 – Batherson (Barzal, Dubois) (PP)  |                |                                                                                  |

| 2022. május 26. 20:20 (19:20) | Svájc | 0–3 (0–2, 0–0, 0–1) | Egyesült Államok | Helsinki Ice Hall, Helsinki Nézőszám: 3727 |

| Jegyzőkönyv | Jegyzőkönyv     | Jegyzőkönyv                           | Jegyzőkönyv    | Jegyzőkönyv                                                                           |
| --- | --------------- | ------------------------------------- | -------------- | ------------------------------------------------------------------------------------- |
| | Leonardo Genoni | Kapusok                               | Jeremy Swayman | Játékvezetők: Andris Ansons Linus Öhlund Vonalbírók: Andreas Krøyer Nathan van Oosten |
| \| \| 0–1 \| 11:59 – Meyers (Bellows, Hughes) (PP) \| \| \| 0–2 \| 16:42 – Gaudette (Peeke) \| \| \| 0–3 \| 54:06 – Meyers (Kuhlman, Farrell) \| |                 |                                       |                | Játékvezetők: Andris Ansons Linus Öhlund Vonalbírók: Andreas Krøyer Nathan van Oosten |
| 2 perc | Büntetések      | 4 perc                                |                | Játékvezetők: Andris Ansons Linus Öhlund Vonalbírók: Andreas Krøyer Nathan van Oosten |
| 33 | Lövések         | 22                                    |                | Játékvezetők: Andris Ansons Linus Öhlund Vonalbírók: Andreas Krøyer Nathan van Oosten |
| | 0–1             | 11:59 – Meyers (Bellows, Hughes) (PP) |                | Játékvezetők: Andris Ansons Linus Öhlund Vonalbírók: Andreas Krøyer Nathan van Oosten |
| | 0–2             | 16:42 – Gaudette (Peeke)              |                | Játékvezetők: Andris Ansons Linus Öhlund Vonalbírók: Andreas Krøyer Nathan van Oosten |
| | 0–3             | 54:06 – Meyers (Kuhlman, Farrell)     |                | Játékvezetők: Andris Ansons Linus Öhlund Vonalbírók: Andreas Krøyer Nathan van Oosten |

| 2022. május 26. 20:20 (19:20) | Finnország | 4–2 (1–2, 1–0, 2–0) | Szlovákia | Nokia Aréna, Tampere Nézőszám: 11 341 |

| Jegyzőkönyv | Jegyzőkönyv    | Jegyzőkönyv                   | Jegyzőkönyv | Jegyzőkönyv                                                                         |
| --- | -------------- | ----------------------------- | ----------- | ----------------------------------------------------------------------------------- |
| | Juho Olkinuora | Kapusok                       | Adam Húska  | Játékvezetők: Fraser Lawrence Sean MacFarlane Vonalbírók: Jake Davis Emil Yletyinen |
| \| \| 0–1 \| 08:17 – Sýkora (Lunter) \| \| \| 0–2 \| 15:16 – Regenda (Takáč, Ivan) \| \| Anttila (Friman, Pokka) – 18:27 \| 1–2 \| \| \| Anttila – 23:44 \| 2–2 \| \| \| Manninen (Sallinen, Lehtonen) (EA) – 44:01 \| 3–2 \| \| \| Mäenalanen (Anttila, Björninen) (EN) – 59:59 \| 4–2 \| \| |                |                               |             | Játékvezetők: Fraser Lawrence Sean MacFarlane Vonalbírók: Jake Davis Emil Yletyinen |
| 4 perc | Büntetések     | 2 perc                        |             | Játékvezetők: Fraser Lawrence Sean MacFarlane Vonalbírók: Jake Davis Emil Yletyinen |
| 25 | Lövések        | 21                            |             | Játékvezetők: Fraser Lawrence Sean MacFarlane Vonalbírók: Jake Davis Emil Yletyinen |
| | 0–1            | 08:17 – Sýkora (Lunter)       |             | Játékvezetők: Fraser Lawrence Sean MacFarlane Vonalbírók: Jake Davis Emil Yletyinen |
| | 0–2            | 15:16 – Regenda (Takáč, Ivan) |             | Játékvezetők: Fraser Lawrence Sean MacFarlane Vonalbírók: Jake Davis Emil Yletyinen |
| Anttila (Friman, Pokka) – 18:27 | 1–2            |                               |             | Játékvezetők: Fraser Lawrence Sean MacFarlane Vonalbírók: Jake Davis Emil Yletyinen |
| Anttila – 23:44 | 2–2            |                               |             |                                                                                     |
| Manninen (Sallinen, Lehtonen) (EA) – 44:01 | 3–2            |                               |             |                                                                                     |
| Mäenalanen (Anttila, Björninen) (EN) – 59:59 | 4–2            |                               |             |                                                                                     |

### Elődöntők
| 2022. május 28. 14:20 (13:20) | Finnország | 4–3 (1–1, 2–1, 1–1) | Egyesült Államok | Nokia Aréna, Tampere Nézőszám: 11 055 |

| Jegyzőkönyv | Jegyzőkönyv    | Jegyzőkönyv                          | Jegyzőkönyv    | Jegyzőkönyv                                                                      |
| --- | -------------- | ------------------------------------ | -------------- | -------------------------------------------------------------------------------- |
| | Juho Olkinuora | Kapusok                              | Jeremy Swayman | Játékvezetők: Mikael Nord Linus Öhlund Vonalbírók: Šimon Synek Nathan van Oosten |
| \| \| 0–1 \| 01:04 – Schmidt (Peeke, Tynan) \| \| Heiskanen (Pesonen, Armia) – 16:53 \| 1–1 \| \| \| Manninen (Lehtonen, Hartikainen) (PP) – 24:11 \| 2–1 \| \| \| \| 2–2 \| 26:52 – Farrell (Meyers, Jones) \| \| Vatanen (Pesonen, Heiskanen) – 29:40 \| 3–2 \| \| \| Armia (Heiskanen, Vatanen) – 45:03 \| 4–2 \| \| \| \| 4–3 \| 57:09 – Gaudette (Boldy, Tynan) (EA) \| |                |                                      |                | Játékvezetők: Mikael Nord Linus Öhlund Vonalbírók: Šimon Synek Nathan van Oosten |
| 2 perc | Büntetések     | 6 perc                               |                | Játékvezetők: Mikael Nord Linus Öhlund Vonalbírók: Šimon Synek Nathan van Oosten |
| 26 | Lövések        | 28                                   |                | Játékvezetők: Mikael Nord Linus Öhlund Vonalbírók: Šimon Synek Nathan van Oosten |
| | 0–1            | 01:04 – Schmidt (Peeke, Tynan)       |                | Játékvezetők: Mikael Nord Linus Öhlund Vonalbírók: Šimon Synek Nathan van Oosten |
| Heiskanen (Pesonen, Armia) – 16:53 | 1–1            |                                      |                | Játékvezetők: Mikael Nord Linus Öhlund Vonalbírók: Šimon Synek Nathan van Oosten |
| Manninen (Lehtonen, Hartikainen) (PP) – 24:11 | 2–1            |                                      |                | Játékvezetők: Mikael Nord Linus Öhlund Vonalbírók: Šimon Synek Nathan van Oosten |
| | 2–2            | 26:52 – Farrell (Meyers, Jones)      |                |                                                                                  |
| Vatanen (Pesonen, Heiskanen) – 29:40 | 3–2            |                                      |                |                                                                                  |
| Armia (Heiskanen, Vatanen) – 45:03 | 4–2            |                                      |                |                                                                                  |
| | 4–3            | 57:09 – Gaudette (Boldy, Tynan) (EA) |                |                                                                                  |

| 2022. május 28. 18:20 (17:20) | Kanada | 6–1 (1–1, 3–0, 2–0) | Csehország | Nokia Aréna, Tampere Nézőszám: 9047 |

| Jegyzőkönyv | Jegyzőkönyv    | Jegyzőkönyv                            | Jegyzőkönyv    | Jegyzőkönyv                                                                         |
| --- | -------------- | -------------------------------------- | -------------- | ----------------------------------------------------------------------------------- |
| | Chris Driedger | Kapusok                                | Karel Vejmelka | Játékvezetők: Lassi Heikkinen Jake Rekucki Vonalbírók: Nick Briganti Hannu Sormunen |
| \| \| 0–1 \| 07:07 – Krejčí (Červenka, Hronek) (PP) \| \| Cozens (Dubois) – 19:27 \| 1–1 \| \| \| Lowry (Johnson, Chabot) (PP) – 27:33 \| 2–1 \| \| \| Johnson (Mercer) – 28:54 \| 3–1 \| \| \| Barzal (Cozens, Batherson) (PP) – 30:52 \| 4–1 \| \| \| Sillinger (Anderson) – 43:56 \| 5–1 \| \| \| Cozens (Batherson, Whitecloud) – 52:50 \| 6–1 \| \| |                |                                        |                | Játékvezetők: Lassi Heikkinen Jake Rekucki Vonalbírók: Nick Briganti Hannu Sormunen |
| 8 perc | Büntetések     | 8 perc                                 |                | Játékvezetők: Lassi Heikkinen Jake Rekucki Vonalbírók: Nick Briganti Hannu Sormunen |
| 35 | Lövések        | 26                                     |                | Játékvezetők: Lassi Heikkinen Jake Rekucki Vonalbírók: Nick Briganti Hannu Sormunen |
| | 0–1            | 07:07 – Krejčí (Červenka, Hronek) (PP) |                | Játékvezetők: Lassi Heikkinen Jake Rekucki Vonalbírók: Nick Briganti Hannu Sormunen |
| Cozens (Dubois) – 19:27 | 1–1            |                                        |                | Játékvezetők: Lassi Heikkinen Jake Rekucki Vonalbírók: Nick Briganti Hannu Sormunen |
| Lowry (Johnson, Chabot) (PP) – 27:33 | 2–1            |                                        |                | Játékvezetők: Lassi Heikkinen Jake Rekucki Vonalbírók: Nick Briganti Hannu Sormunen |
| Johnson (Mercer) – 28:54 | 3–1            |                                        |                |                                                                                     |
| Barzal (Cozens, Batherson) (PP) – 30:52 | 4–1            |                                        |                |                                                                                     |
| Sillinger (Anderson) – 43:56 | 5–1            |                                        |                |                                                                                     |
| Cozens (Batherson, Whitecloud) – 52:50 | 6–1            |                                        |                |                                                                                     |

### Bronzmérkőzés
| 2022. május 29. 15:20 (14:20) | Csehország | 8–4 (1–3, 1–0, 6–1) | Egyesült Államok | Nokia Aréna, Tampere Nézőszám: 9737 |

| Jegyzőkönyv | Jegyzőkönyv                    | Jegyzőkönyv                              | Jegyzőkönyv    | Jegyzőkönyv                                                                                |
| --- | ------------------------------ | ---------------------------------------- | -------------- | ------------------------------------------------------------------------------------------ |
| | Karel Vejmelka Marek Langhamer | Kapusok                                  | Jeremy Swayman | Játékvezetők: Lassi Heikkinen Fraser Lawrence Vonalbírók: Hannu Sormunen Nathan van Oosten |
| \| \| 0–1 \| 09:33 – Kuhlman (Meyers, Peeke) \| \| \| 0–2 \| 12:14 – Gaudette (Boldy, Tynan) (PP) \| \| Černoch (Flek, Stránský) – 15:19 \| 1–2 \| \| \| \| 1–3 \| 19:47 – Kuhlman (Schmidt, Lafferty) (SH) \| \| Smejkal (Sklenička, Kundrátek) – 32:12 \| 2–3 \| \| \| Pastrňák (Hertl, Zohorna) – 40:51 \| 3–3 \| \| \| Červenka (Krejčí) – 42:29 \| 4–3 \| \| \| Pastrňák (Jordán, Hertl) – 43:37 \| 5–3 \| \| \| Kämpf (Smejkal) (SH) – 54:42 \| 6–3 \| \| \| Kämpf (Šimek) (EN) – 58:08 \| 7–3 \| \| \| \| 7–4 \| 58:41 – Bordeleau (Watson, Hayden) \| \| Pastrňák (Hertl, Červenka) (PP) – 59:23 \| 8–4 \| \| |                                |                                          |                | Játékvezetők: Lassi Heikkinen Fraser Lawrence Vonalbírók: Hannu Sormunen Nathan van Oosten |
| 6 perc | Büntetések                     | 8 perc                                   |                | Játékvezetők: Lassi Heikkinen Fraser Lawrence Vonalbírók: Hannu Sormunen Nathan van Oosten |
| 32 | Lövések                        | 24                                       |                | Játékvezetők: Lassi Heikkinen Fraser Lawrence Vonalbírók: Hannu Sormunen Nathan van Oosten |
| | 0–1                            | 09:33 – Kuhlman (Meyers, Peeke)          |                | Játékvezetők: Lassi Heikkinen Fraser Lawrence Vonalbírók: Hannu Sormunen Nathan van Oosten |
| | 0–2                            | 12:14 – Gaudette (Boldy, Tynan) (PP)     |                | Játékvezetők: Lassi Heikkinen Fraser Lawrence Vonalbírók: Hannu Sormunen Nathan van Oosten |
| Černoch (Flek, Stránský) – 15:19 | 1–2                            |                                          |                | Játékvezetők: Lassi Heikkinen Fraser Lawrence Vonalbírók: Hannu Sormunen Nathan van Oosten |
| | 1–3                            | 19:47 – Kuhlman (Schmidt, Lafferty) (SH) |                |                                                                                            |
| Smejkal (Sklenička, Kundrátek) – 32:12 | 2–3                            |                                          |                |                                                                                            |
| Pastrňák (Hertl, Zohorna) – 40:51 | 3–3                            |                                          |                |                                                                                            |
| Červenka (Krejčí) – 42:29 | 4–3                            |                                          |                |                                                                                            |
| Pastrňák (Jordán, Hertl) – 43:37 | 5–3                            |                                          |                |                                                                                            |
| Kämpf (Smejkal) (SH) – 54:42 | 6–3                            |                                          |                |                                                                                            |
| Kämpf (Šimek) (EN) – 58:08 | 7–3                            |                                          |                |                                                                                            |
| | 7–4                            | 58:41 – Bordeleau (Watson, Hayden)       |                |                                                                                            |
| Pastrňák (Hertl, Červenka) (PP) – 59:23 | 8–4                            |                                          |                |                                                                                            |

### Döntő
| 2022. május 29. 20:20 (19:20) | Finnország | 4–3 (h.u.) (0–0, 0–1, 3–2, 1–0) | Kanada | Nokia Aréna, Tampere Nézőszám: 11 487 |

| Jegyzőkönyv | Jegyzőkönyv    | Jegyzőkönyv                                | Jegyzőkönyv                 | Jegyzőkönyv                                                                  |
| --- | -------------- | ------------------------------------------ | --------------------------- | ---------------------------------------------------------------------------- |
| | Juho Olkinuora | Kapusok                                    | Chris Driedger Matt Tomkins | Játékvezetők: Mikael Nord Linus Öhlund Vonalbírók: Nick Briganti Šimon Synek |
| \| \| 0–1 \| 24:00 – Cozens (Barzal, Severson) (PP) \| \| Granlund (Heiskanen, Lehtonen) (PP2) – 44:13 \| 1–1 \| \| \| Granlund (Lehtonen, Hartikainen) (PP) – 45:57 \| 2–1 \| \| \| Armia (Lammikko) – 54:04 \| 3–1 \| \| \| \| 3–2 \| 57:48 – Whitecloud (Barzal, Anderson) (EA) \| \| \| 3–3 \| 58:36 – Comtois (Barzal, Batherson) (EA) \| \| Manninen (Granlund, Heiskanen) (PP) – 66:42 \| 4–3 \| \| |                |                                            |                             | Játékvezetők: Mikael Nord Linus Öhlund Vonalbírók: Nick Briganti Šimon Synek |
| 4 perc | Büntetések     | 10 perc                                    |                             | Játékvezetők: Mikael Nord Linus Öhlund Vonalbírók: Nick Briganti Šimon Synek |
| 31 | Lövések        | 22                                         |                             | Játékvezetők: Mikael Nord Linus Öhlund Vonalbírók: Nick Briganti Šimon Synek |
| | 0–1            | 24:00 – Cozens (Barzal, Severson) (PP)     |                             | Játékvezetők: Mikael Nord Linus Öhlund Vonalbírók: Nick Briganti Šimon Synek |
| Granlund (Heiskanen, Lehtonen) (PP2) – 44:13 | 1–1            |                                            |                             | Játékvezetők: Mikael Nord Linus Öhlund Vonalbírók: Nick Briganti Šimon Synek |
| Granlund (Lehtonen, Hartikainen) (PP) – 45:57 | 2–1            |                                            |                             | Játékvezetők: Mikael Nord Linus Öhlund Vonalbírók: Nick Briganti Šimon Synek |
| Armia (Lammikko) – 54:04 | 3–1            |                                            |                             |                                                                              |
| | 3–2            | 57:48 – Whitecloud (Barzal, Anderson) (EA) |                             |                                                                              |
| | 3–3            | 58:36 – Comtois (Barzal, Batherson) (EA)   |                             |                                                                              |
| Manninen (Granlund, Heiskanen) (PP) – 66:42 | 4–3            |                                            |                             |                                                                              |

| A 2022-es IIHF jégkorong-világbajnokság győztese |
| ------------------------------------------------ |
| · Finnország · 4. cím                            |

## Végeredmény
| Hely. | Cs | Csapat           | M  | Gy | HGy | HV | V | G+ | G– | Gk  | P  | Végeredmény              |
| ----- | -- | ---------------- | -- | -- | --- | -- | - | -- | -- | --- | -- | ------------------------ |
| 1.    | B  | Finnország (R)   | 10 | 8  | 1   | 1  | 0 | 37 | 13 | +24 | 27 | Aranyérem                |
| 2.    | A  | Kanada           | 10 | 6  | 1   | 1  | 2 | 47 | 26 | +21 | 21 | Ezüstérem                |
| 3.    | B  | Csehország       | 10 | 6  | 0   | 1  | 3 | 32 | 24 | +8  | 19 | Bronzérem                |
| 4.    | B  | Egyesült Államok | 10 | 4  | 2   | 0  | 4 | 28 | 24 | +4  | 16 | Negyedik helyezett       |
|       |    |                  |    |    |     |    |   |    |    |     |    |                          |
| 5.    | A  | Svájc            | 8  | 6  | 1   | 0  | 1 | 34 | 18 | +16 | 20 | Kiesett a negyeddöntőben |
| 6.    | B  | Svédország       | 8  | 5  | 1   | 2  | 0 | 30 | 14 | +16 | 19 | Kiesett a negyeddöntőben |
| 7.    | A  | Németország      | 8  | 5  | 0   | 1  | 2 | 27 | 24 | +3  | 16 | Kiesett a negyeddöntőben |
| 8.    | A  | Szlovákia        | 8  | 4  | 0   | 0  | 4 | 25 | 23 | +2  | 12 | Kiesett a negyeddöntőben |
|       |    |                  |    |    |     |    |   |    |    |     |    |                          |
| 9.    | A  | Dánia            | 7  | 4  | 0   | 0  | 3 | 18 | 18 | 0   | 12 | Kiesett a csoportkörben  |
| 10.   | B  | Lettország       | 7  | 2  | 1   | 0  | 4 | 14 | 20 | −6  | 8  | Kiesett a csoportkörben  |
| 11.   | B  | Ausztria         | 7  | 1  | 1   | 2  | 3 | 16 | 22 | −6  | 7  | Kiesett a csoportkörben  |
| 12.   | A  | Franciaország    | 7  | 1  | 1   | 0  | 5 | 11 | 24 | −13 | 5  | Kiesett a csoportkörben  |
| 13.   | B  | Norvégia         | 7  | 1  | 1   | 0  | 5 | 15 | 29 | −14 | 5  | Kiesett a csoportkörben  |
| 14.   | A  | Kazahsztán       | 7  | 1  | 0   | 0  | 6 | 19 | 31 | −12 | 3  | Kiesett a csoportkörben  |
|       |    |                  |    |    |     |    |   |    |    |     |    |                          |
| 15.   | A  | Olaszország      | 7  | 0  | 0   | 1  | 6 | 12 | 32 | −20 | 1  | Kiesett a divízió I A-ba |
| 16.   | B  | Nagy-Britannia   | 7  | 0  | 0   | 1  | 6 | 10 | 33 | −23 | 1  | Kiesett a divízió I A-ba |